# 全国高校野球選手権大会中継
全国高校野球選手権大会中継（ぜんこくこうこうやきゅうせんしゅけんたいかいちゅうけい）は、朝日放送ラジオ（ABCラジオ）及び朝日放送テレビ（ABCテレビ）が制作し、朝日放送ラジオと朝日放送テレビ、およびBS朝日（4K）、スカイA（CS）で放送されている「全国高等学校野球選手権大会」の中継番組のタイトルである。正式には頭に「第○○回」が付く。いわゆる『夏の甲子園』の中継である。

## 概要
番組は、AMラジオ、地上波テレビ、BSデジタル放送の3つのメディアによる同時中継、およびCSデジタル放送による録画放送により実施されている。
ラジオでは1952年の第34回大会、テレビでは大阪テレビ放送（OTV＝当時ラジオ単営局であった朝日放送、新日本放送＜毎日放送の前身に当たるラジオ単営局＞、全国高等学校野球選手権大会を主催する朝日新聞社および、毎日新聞社＜毎年春の選抜高等学校野球大会の主催社で2010年から選手権大会も後援＞との合弁によって1956年11月1日に本放送を開始したテレビ単営局）時代（1957年の第39回大会）から、2019年の第101回大会まで半世紀以上にわたって、NHKと並んで放送を続けてきた。
テレビにおけるOTVの高校野球大会中継（1957年）は日本の民間放送史上初めてで、OTV自体は1959年6月1日に朝日放送（当時）との合併で消滅したものの、同年と1958年の春には選抜高等学校野球大会のテレビ中継も担っていた。
朝日放送テレビ・朝日放送ラジオ設立後の2020年には、日本高等学校野球連盟が、新型コロナウイルス（COVID-19）感染拡大の影響で第92回選抜高等学校野球大会と第102回全国高等学校野球選手権大会を相次いで中止。その一方で、選手権本大会の開催を予定していた期間（8月中旬の6日間）には、甲子園球場で「2020年甲子園高校野球交流試合」（第92回選抜大会への出場が決まっていた32校による招待試合）を開催した。朝日放送グループではテレビ・ラジオとも選手権本大会の中継を初めて休止する一方で、交流試合の全16試合（1日につき3試合以内）を自社（地上波テレビ・ラジオ）とBS朝日向けに中継した（例年選抜高等学校野球大会を中継する毎日放送グループは朝日放送グループと並行しながらインターネット向けの全試合ライブ配信を実施）。
2019年時点の中継では、各試合終了後に、勝利校の監督（勝利監督）と選手代表（活躍選手）へのインタビューをNHKと共同で担当している。準決勝までの試合では、場内の通路で放送・報道素材向けにのみ実施。準々決勝までの試合では、NHKのアナウンサーが勝利監督、朝日放送テレビ（ABC）のアナウンサー（または2005年から当該期間に朝日放送〈当時〉へ派遣されている系列局のアナウンサー）が（朝日放送ラジオ・BS朝日との兼務扱いで）活躍選手へのインタビューを担当する。なお、朝日放送テレビのアナウンサーは、準決勝のみ勝利監督にもインタビュー。決勝の終了後には、優勝校の監督（優勝監督）と選手数名が（プロ野球の試合終了後のヒーローインタビューと同様に）グラウンド上のお立ち台でインタビューを受けるため、NHKのアナウンサーが優勝監督、朝日放送テレビのアナウンサーが選手へのインタビューを分担するほか、いずれのインタビューの音声も場内にも流される。選手権の本大会が再開された2021年以降は、COVID-19蔓延防止の観点から、前年の交流試合中継に準じた措置（監督・活躍選手とインタビュアー間のソーシャル・ディスタンスの確保など）を講じている。
なお、2021年の第103回全国高等学校野球選手権大会期間中には、甲子園球場で開催された第25回全国高等学校女子硬式野球選手権大会決勝の中継映像も朝日放送テレビで制作。当初は、地上波での生中継を予定していた。女子選手権大会では2022年以降も甲子園球場を決勝に使用しているため、同年の第26回大会では、決勝の生中継が地上波で初めて実現。翌2023年以降の大会でも、決勝の生中継を続けている（詳細後述）。
BS朝日では2022年から、男子の選手権大会中継を4Kチャンネル（BS朝日4K）でのみ放送。2021年まで並行放送を実施してきた2K放送では、2022年から大会期間中も通常編成で対応している（詳細後述）。
その一方で、男子の選手権大会を主催する日本高等学校野球連盟（日本高野連）では、本大会で3試合が組まれている日の一部を対象に、試合を開催する時間帯を朝方と夕方に分散させる制度（朝夕2部制）を2024年の第106回大会から導入している。出場選手や観客の熱中症対策を主眼に、試合ごとに観客を入れ替えることを前提に置いた導入で、第106回大会では序盤（第1日から第3日までの期間）に限って適用。午後4時以降の時間帯を「夕方の部」に充てることや、「夕方の部」における最初の試合を、「午前の部」における最後の試合の終了時刻から少なくとも2時間30分（実際には3時間30分）後に始めることも定めている。このような事情から、朝日放送テレビが地上波向けに制作しているテレビ中継では、「朝夕2部制」適用日のみ（編成上の事情から地上波で一切放送できない試合以外の）放送枠を午前帯と夕方帯に分散。朝日放送ラジオと株式会社radikoでは、大会の全試合と開会式・閉会式を対象に、「オーディオ高校野球」（同局の制作によるラジオ実況音源のインターネット向けライブ配信を完全無料・完全中継方式でradikoから日本全国に向けて実施するサービス）を2024年から大会の期間中限定で運用している。

## ラジオ中継
朝日放送ラジオでは1952年に決勝戦を生中継して以来、1962年からは1回戦から完全生中継している。当初朝日放送ラジオでは定時番組を優先したため、放送しきれない分は京都放送（当時KHK、現在のKBS京都）やラジオ関西をはじめとする地方局へネットされ、実質完全生中継を実現していた。また決勝戦は全国ネットされていた。1963年は西宮との二元中継（状況にあわせて逐次切り替え。NHKは原則甲子園を全国中継、西宮はローカル中継。一部二元中継した日もあり。）を実施。この場合も朝日放送ラジオで放送しきれない分を地方局へ裏送りした。1965年のJRN/NRN発足後は、両ネットワークに配信する形をとっている。この場合も二重制作は行わず朝日放送ラジオ向けの実況放送がそのまま両ネットワークに配信されている。その為、沖縄県地方では2005年頃までと2010年の決勝でJRN系列の琉球放送（RBCiラジオ）とNRN系列のラジオ沖縄（ROK）の2つの中波ラジオ局で、同じ内容の実況がサイマル放送で中継されていた（ただしコマーシャルは別内容。2010年の準決勝は琉球放送のみの放送、現在は沖縄代表が準決勝以降に進出しない限り中継しない）。
関東地区では1963年よりニッポン放送が、1970年よりTBSラジオがネット受けを行い、これらの局は一時期両局で午後の番組を全て休止して中継放送を行っていた（この場合もサイマル放送）。1977年以降はTBSラジオのみ放送する事となるが、年々減少し、1999年以降放送は行われていない（春も放送していたが、プロ野球の開幕戦を優先することが多かった）。2021年以降は和歌山放送・四国放送が1回戦から地元校の試合を放送している。
しかし、かねてからテレビ同様、NHKで放送されているなどの理由から、地元校が準決勝あるいは決勝まで進まない限り、ネットしない局が増えつつあり、準決勝、決勝は近年、朝日放送ラジオのみの放送となっている。
駒大苫小牧が2004・2005年に連続優勝したが、地元局の北海道放送では、いずれも決勝のみ中継した。また引き分け再試合の末準優勝した2006年は、決勝第1戦を中継したが、翌日の再試合は放送しなかった。
近年、決勝戦は広陵が進出した2017年は中国放送、智弁和歌山が進出した2021年は和歌山放送、仙台育英高校が進出した2023年は東北放送にそれぞれネットされている。
放送はテレビ中継と同様、ゲストに高校野球関連のOB若しくはOGを迎え、実況は朝日放送テレビのアナウンサーが担当する。また2008年までは、1塁側と3塁側のアルプススタンドからの「アルプスリポート」があった。関西を拠点に活躍する女性タレントがリポーターとして、試合開始前・5回終了時・試合終了直後のリポートを担当していた。2009年度以降はアルプスリポートは設定されない。
- 2006年のアルプスリポーターは、篠原小織・清水理恵子・寺井真樹子・永尾光湖・南波糸江・真木ひろか・松浦美代・宮崎留実の8名が担当した。
- 2007年のアルプスリポーターは、熊本麻美・清水理恵子・田口万莉・武村陽子・谷山友望・永尾光湖・南波糸江・真木ひろかの8名が担当した。
- 2008年のアルプスリポーターは、岩井万実・小林亜里紗・清水理恵子・田口万莉・永尾光湖・野島信乃・藤井郁子・真木ひろかの8名が担当した。

2016年から2024年までは、前年（2015年）まで複数スポンサーの1社に名を連ねていた大栄環境グループが、冠スポンサーとして中継に協賛。その関係で、放送上のタイトルを『大栄環境グループPresents　第○○回全国高校野球選手権大会中継』に改めていたが、2025年からは冠スポンサーが大栄環境グループから大栄環境グループ同様、複数スポンサーの1社だったわかさ生活に変更となり、放送上のタイトルも『わかさ生活Presents　第○○回全国高校野球選手権大会中継』に改められた。なお、大栄環境グループは冠スポンサーを降りた2025年以降も引き続き複数スポンサーの1社として提供している。
ちなみに、大栄環境グループは毎日放送の選抜高校野球中継にも、2015年から単独で提供している（放送上のタイトルは『大栄環境グループPresents　第○○回センバツ高校野球実況中継』で、同年は準決勝・決勝、2016年以降は決勝のみ中継）。朝日放送ラジオでは選手権大会の全試合を中継するため、実際には後述するBS朝日での全試合完全中継と同じく、複数社による協賛方式で放送。大栄環境グループ以外にも、複数の地元企業が協賛社に名を連ねている。
選手権大会に代わって甲子園高校野球交流試合を開催した2020年には、交流試合の中継や関連番組を『大栄環境グループプレゼンツ　高校野球スペシャル　届け!この夏の想い』というタイトルで放送。交流試合への招待校が放送対象地域にある大分放送・RSK山陽放送・和歌山放送では、朝日放送ラジオが制作する当該校の試合中継に限って、同時ネットを実施した。

### 18時以降も試合が続く場合の対応
前述の通り、2008年までは全国高校野球選手権大会中継期間中、朝日放送ラジオでは開会式から大会全試合、そして閉会式までと完全中継を行っていた（試合の幕間に随時スポットニュース・天気予報・交通情報を挿入）。しかし、2009年以降は（2020年甲子園高校野球交流試合中継を含めて）、試合の進行状況にかかわらず17時50分で放送を終了している（ただし、地方局が地元代表校の試合をネットする時は、17時50分以降も裏送りで実況を続ける場合がある）。中継終了後の試合の経過・結果は『ABCフレッシュアップベースボール』内（定時でのナイターが通常ない月曜は『Monday! SPORTS - JAM』内）で伝える。

なお、大会中継期間中はプロ野球ナイターの制作・中継スタッフまで動員するため、京セラドーム大阪開催の阪神主催試合でのみ朝日放送ラジオでの番組制作を行い、本来は朝日放送のスタッフが乗り込んで放送する関東・中部・広島地区の対阪神戦中継はこの時期に行われる分は、対戦相手の地元局であるTBSラジオ（火～木、2009年までは土・日も）・アール・エフ・ラジオ日本（火～木　2016年以後の巨人主催）・ニッポン放送（月・金）・文化放送（2010年以降の土・日）（以上、対巨人戦・対ヤクルト戦・対横浜→DeNA戦。対ヤクルト戦は放送権の関係でニッポン放送が全曜日の中継担当だが2010年以降の土・日と2019年以降の火～木は文化放送の場合あり）・CBCラジオ（火～木、2009年までは土・日も）・東海ラジオ（月・金・土・日、2009年までは月・金のみ）（以上、対中日戦）・RCC中国放送（水・木曜は裏送り）（対広島戦、倉敷、松山の広島主催分を含む）が制作した番組をそのまま放送し、阪神サイドリポーターのアナウンサーのみ、または阪神リポーターと朝日放送専属解説者1名（現地局解説者と2人解説の場合）の現地派遣になる。
※ちなみに1980、1983 - 1988年の大会期間中に福岡・平和台野球場で阪神主催ゲームが行われたときには（1980年は水・木曜、1983年以降は土・日開催）RKB毎日放送制作で放送された（九州朝日放送でも放送。毎日放送は1980年は九州朝日放送からネット受け、1983年からは自社制作。1980年の広島戦は、通常阪神戦ビジターを曜日に関係なく朝日放送ラジオからのネット受けにしているRCC中国放送も、曜日の関係で朝日放送ラジオとネットを組んだRKB毎日放送からネット受けした）。
※2007年8月21～23日については、準決勝以降で人員に余裕が出来たためか、自社制作を実施したが、21日の阪神ベンチのリポーターはニッポン放送のアナウンサーが担当した。その結果JRNの速報チャイムが使われつつ、ニッポン放送のアナウンサーが登場するという変則的な中継となった。
※しかし、2009年は阪神戦ビジターの試合でも通常期と同じように朝日放送アナウンサーの派遣が行われている。ただ、ビジターゲームに関しては、リポーターがいない場合や、2日ないし3日連続で実況する場合がある（リポーターは、現地のアナウンサーの派遣を受けない）。例として、8月14日-8月16日の巨人対阪神戦は、解説は朝日放送解説者、実況は岩本計介1人のみの派遣だった。そのため、14日のニッポン放送製作・NRN全国ネットの阪神側リポーターは、ニッポン放送のアナウンサーが担当したが、朝日放送のリポーターと兼務しなかった。15日・16日はデーゲームだったが、高校野球が中止の場合は、放送予定だった（このときの実況予定も岩本）。
※また、日曜にデーゲーム（特に東京ドームでの巨人戦ならびにナゴヤドームでの中日戦）が実施される場合、毎日放送では競馬中継が放送されるためラジオ中継が放送されないというケースもある（ラジオ大阪は阪神戦はもとよりプロ野球中継から撤退している。テレビ放送も編成上の都合で他系列地上波や無料BSでの放送がない場合もある）。
2015年8月9日のDeNA対阪神と、その次週の16日のヤクルト対阪神は、17時からの薄暮デーゲームであるため、特例として高校野球を17:00（正式には16:59）で打ち切りとし、17時からデーゲームを放送することになった。ただし17:55までは特番『フレッシュアップベースボールスペシャル』の扱い、17:55以後定時番組での編成となった。
雨天予備のオリックス主催試合（ただし1980年代より阪神戦中止の場合は在阪パリーグの試合が関西地区で開催されようともNRN、JRNラインの巨人戦などの全国カードを優先することが大半。2006年からは春先からこの措置をとり、日、月曜はプロ野球中継そのものが無くなる）で対戦相手の地元局が制作しない場合（主に対西武・ロッテ戦）以外は、北海道放送（火～木）・STVラジオ（月・金）（以上、対日本ハム戦、土・日は2009年までは北海道放送だったが2010年以降の対応未定）、TBC東北放送（対楽天戦）、RKB毎日放送（火～木、2009年までは土・日も）・九州朝日放送（月・金・土・日、2009年までは月・金のみ）（以上、対ソフトバンク戦）が自社制作する場合があり、朝日放送ラジオ専属解説者1名のみ派遣となる場合がある。なお、2009年のオリックス対ソフトバンクの試合（8月14日-8月16日）は、解説者とオリックス側のベンチレポーターは朝日放送が用意したが、実況は14日のみ九州朝日放送、ほかはRKB毎日放送から派遣したアナウンサーが出演した。このうち15日の試合は阪神戦がデーゲームであったため朝日放送ラジオでも放送され事実上共同制作であった。同じように、2022年8月5-7日のオリックス対日本ハム戦においても、5日のSTVラジオと7日のHBCラジオにおいては、実況をそれぞれ自社のアナウンサーを派遣させ、朝日放送（当時）の解説者との組み合わせで実況を行ったことがある。
さらに、2014年から毎年この高校野球期間中（2015年（=7月開催）、2021年（=6月開催）除く）には、福岡ソフトバンクホークスがオリックスの許可を得て1試合主管試合を開催する『鷹の祭典in大阪』が行われているため、年度により在福局（月・金、及び土・日のナイターとごく一部のデーゲーム＝九州朝日放送、火 - 木、及び土・日の大半のデーゲーム＝RKB毎日放送）が朝日放送ラジオの制作協力を仰いでの乗り込み放送、ないしは裏送りを全国放送用の予備カードに充てる場合もある。

### 「オーディオ高校野球」の開始に伴う「全試合完全生中継」の再開（2024年から）
朝日放送ラジオと株式会社radikoでは、2024年（第106回）大会から、「オーディオ高校野球」（Sky の単独協賛を受けて運営する高校野球中継専門のチャンネル）を「radiko」（地上波ラジオのインターネットサイマル配信サービス）のプラットフォーム上に大会の期間中限定で開設。大会の全試合と開会式・閉会式を対象に、同局制作の中継における実況音源のライブ配信を、インターネットへ接続できるデジタルデバイス（パソコン、スマートフォン、タブレット）向けに完全無料で実施している。
「オーディオ高校野球」では、地上波のラジオ中継における編成上の制約（前述）に関係なく、試合の開始直前から終了直後までの「完全生中継」を全試合で実施。ラジオ中継の放送中は、タイトルコールとCMを除いて、ラジオとの同時（サイマル）配信で対応している。ただし、サイマル配信中には、ラジオでのCMタイムに「ラジコオーディオアド」（一部のCM枠をradikoの配信向けに独自に差し替えるターゲティング広告モデル）を活用。ラジオで放送されるスポンサーCMの一部を、Skyなどのスポンサーや朝日放送ラジオ関連のCMに差し替えているほか、ナレーションだけを「オーディオ高校野球」向けに変更したジングルをCM明けに配信している。
ラジオ中継が試合の途中で終了した場合には、ラジオでの放送終了後から1日の全試合が終了するまで、「オーディオ高校野球」向けに実況とライブ配信を続ける。このため、2024年（第106回）以降の大会のラジオ中継で実況を担当するアナウンサーは、担当の試合が17:50までに決着しない場合に、ラジオ中継のリスナーに向けて「オーディオ高校野球」を放送終了の間際に案内するようになった。
「オーディオ高校野球」ではエリア制限を設けていないため、近畿広域圏（朝日放送ラジオの放送対象地域）以外のエリアからでも、「radikoプレミアム」（有料会員制）のエリアフリー聴取サービスを介さずに配信対象の実況音源を無料で聴取できるようになっている。その一方で2024年（第106回）では「オーディオ高校野球」単独でのライブ配信音源は、radikoの「タイムフリー聴取」サービスの対象に含まれていなかったが、2025年（第107回）からはタイムフリーの対象となった。サイマル配信の時間帯における実況アーカイブ音源については、朝日放送ラジオ（他のラジオ局でも放送されていた中継では同局とネット全局）から「タイムフリー聴取」サービス向けに提供されている関係で、2024年（第106回）は「オーディオ高校野球」のサービス開始後も放送日から1週間限定で、2025年（第107回）からは有料サービスで1ヶ月前の番組が聴取できる「タイムフリー30」に加入することにより、大会終了後も「タイムフリー聴取」サービスから再生できる。
なお、選手権の本大会を開催しない期間には「オーディオ高校野球」を閉鎖。開催の期間中で試合・開会式・閉会式を中継しない時間帯や、大会本部が指定する「休養日」には、甲子園球場内のグラウンドレベルの音声（場内向けのアナウンスなど）の配信か無音（配信停止）で対応している。また、「朝夕2部制」の適用日で「インターバル」に当たる時間帯には、「本日（の試合）は2部制となります。『夕方の部』の試合開始までしばらくお待ち下さい」という案内音源（事前収録）を繰り返し流している。

### レギュラー番組の対応
中継の時間帯にレギュラーで放送している生ワイド番組については、大会期間中の休止を見越したうえで、（一部のアナウンサーを除く）レギュラー出演者に夏季休暇を与えていることが通例になっている。また、最初の試合開始の時間にまたぐ番組（『おはようパーソナリティ』シリーズや土曜早朝の生ワイド番組など）では、放送時間を短縮する。大会の終盤に「休養日」を少なくとも1日設けるようになった2013年以降は、「休養日」に雨天順延分の試合が組み込まれない限り、「休養日」を通常編成で対応している。
なお、日曜以外の曜日で1日に3 - 4試合の中継を予定している場合には、開会式（第1日）／第1試合（第2日以降）の直前（7時台の後半か9時台の前半）まで放送される生ワイド番組で当該番組のパーソナリティが当日に中継を予定しているカードの見どころを紹介する。また、生ワイド番組を編成していない日曜日で、第1試合の開始時刻が8:00に設定されている場合には、第1試合の実況アナウンサーが放送席から『おはよう甲子園』（7:45 - 7:56に単独で編成される事前番組）に出演している。
2024年の第106回大会から3試合開催日の一部で導入されている「朝夕2部制」では、「午前の部」における最後の試合が終了してから、「夕方の部」における最初の試合を開始するまでの時間帯（午後帯）に少なくとも2時間30分もの間隔（インターバル）を空けることを定めている。このような事情から、朝日放送ラジオでは、「朝夕2部制」適用日の午後帯にレギュラーの生ワイド番組を編成。適用日が大会の第1日（8月7日＝水曜日）から第3日（9日＝金曜日）までの平日に当たる2024年には、「ABCパワフルアフタヌーン」（平日12:00 - 15:00）枠の生ワイド番組および、夕方帯（15:00開始）のレギュラー番組（月 - 木曜日『ウラのウラまで浦川です』／金曜日『岩本・西森の金曜日のパパたち』）をインターバルの時間帯に編成している。もっとも、『ウラのウラまで - 』と『金曜日のパパたち』では、「夕方の部」開始直前までの短縮放送で対応。「ABCパワフルアフタヌーン」枠の生ワイド番組では、「午前の部」の最後の試合が14時台の後半までに決着しなければ放送を休止することを、大会の開幕前に告知していた。実際には、3日間とも当該試合が13時台の前半までに終了したため、15:00までの短縮生放送に至っている。

### 雨天中止・ノーゲームの場合の対応
中継予定の試合が雨天などで中止（またはノーゲーム）になった場合には、以下のいずれかのパターンで対応する。
- （1）：当該時間帯の生ワイド番組を担当するパーソナリティ（またはアシスタント）が、レギュラー編成と同じく生放送でワイド番組を進行。このパターンでは、放送時間を短縮したり、特別企画を放送したりすることが多い。
- （2）：当該時間帯の生ワイド番組を担当するパーソナリティ（またはアシスタント）の出演で、事前に収録した番組（レギュラー番組の特別版）を放送。ただし実際には、放送されないまま「お蔵入り」になった番組[注 22]が多かったため、2011年以降の対応ではこのパターンを避ける傾向にある。[注 23]
- （3）：（1）（2）以外の人物がパーソナリティを務める生放送の特別番組を放送。2012年の第94回大会以降は、大会の中継に出演しない朝日放送のアナウンサーや、関西を中心に活動する女性タレントが1人で進行する生放送番組『サマースペシャル』を雨天中止・ノーゲーム時の予備番組に設定している[注 24]。2014年の第96回大会では、8月9日に予定していた開会式および第1日の全試合を平成26年台風第11号接近の影響で2日間順延したため、9日・10日の中継枠を急遽『サマースペシャル』と阪神対広島デーゲーム中継（京セラドーム大阪。当初中国放送への裏送り予定を自社本番に昇格）に差し替えた。
- （4）：（1）（2）以外の人物がパーソナリティを務める事前収録の特別番組を放送。

## テレビ中継

### 歴史

#### 地上波（2014年まで）
近畿広域圏の朝日放送テレビでは、大阪テレビ放送時代の1957年に中継を開始。初年度では、スポンサーの付かない時間帯で放送を中断していた。翌1958年以降は全試合をほぼ完全に中継。甲子園・西宮の2球場を併用した1958年・1963年の記念大会では、甲子園球場での開催試合をメインカード、西宮球場での開催試合をサブカードとして二元生中継を実施した。
朝日放送テレビがJNN加盟局であった大阪テレビ放送時代の1957年から1974年までは、当時キー局だったラジオ東京テレビ→東京放送（現：TBSテレビ）、中部日本放送（現：CBCテレビ。放送初年より）、山陽放送（現：RSK山陽放送。1958年から）を始めとするJNN各局や、JNN未ネット地域では開局まもない民放テレビ地区第1局でもネットされていた。このうち東京放送、中部日本放送、山陽放送の3局は当初完全中継を実施していた。関東地区では、東京放送のほかにもNETテレビ、東京12チャンネル（現・テレビ東京）でも開局から数年間放送した事があり、大抵は開会式と決勝戦のみの放送だった。また、千葉テレビが千葉代表の試合を1972年から1975年までネットしたことがある。
1975年に現在のキー局であるNETテレビ（現：テレビ朝日）へ移った事により、ANNへ移行（腸捻転解消参照）。それ以降、ANNの平成新局が開局された地域は、その局へ順次ネットチェンジが実施される。1975年以降は、NETテレビ→テレビ朝日系列の他の加盟局でも、主に地元代表校の試合を中継。決勝戦は2014年まで地上波ではテレビ朝日系列24局に加え、福井放送（NNN/NNS・ANN）、山陰放送（JNN）、宮崎放送（JNN）、テレビ高知（JNN）、テレビ山梨（JNN）、富山テレビ放送（FNN/FNS）を加えた全国最大30局ネットで放送されていた。ただし、決勝戦が平日に当たった場合、他系列の地方局では編成の関係からネットの見送りや放送時間の短縮を行うこともある。2006年は決勝戦が引き分け再試合になり、再試合も全国ネットされた（同様の事例である1969年は一部の局のみが再試合を中継）。
1985年、近畿広域圏において朝日放送テレビが編成上中継できない時間帯を対象に、周辺府県の独立UHFテレビ各局との間でリレー放送を開始（後述）。
2001年以降、日本テレビ系列局のうち、クロスネット局の福井放送（福井県、日本テレビ系列・テレビ朝日系列）、県内唯一の民放テレビ局である四国放送（徳島県、NNN/NNS）を除き、地区第2局へ移行している。『午後は○○おもいッきりテレビ』『ザ・ワイド』の放送を優先することなどが理由として挙げられる。
| 放送対象地域 | 移行前     | 移行後（系列）                   |
| ------------ | ---------- | -------------------------------- |
| 山梨県       | 山梨放送   | テレビ山梨（TBS系列）            |
| 富山県       | 北日本放送 | 富山テレビ放送（フジテレビ系列） |
| 高知県       | 高知放送   | テレビ高知（TBS系列）            |

#### 衛星波（2017年まで）
衛星放送においては、1988年に初めてハイビジョンでの生中継（試験放送）を実施。1992年にハイビジョンでの全試合完全生中継を開始し2000年まで続く。2001年から、前年に開局したBSデジタル放送のBS朝日が全試合を試合終了まで生中継している。CS放送ではスカイ・Aが「サテライトABC（ch.O<チャネル・オー>）」として開局した1990年より実施。毎年夕方から全試合録画中継しているが、1995年の第77回から2000年の第82回まで、ハイビジョン試験放送の映像を利用して生中継を実施していたこともある。また2015年からは準決勝と決勝の合計3試合を地上波などとは別に2015年は4K試験放送「Channel 4K」、2016年は「スカパー!4K総合」、2017年は「放送サービス高度化推進協会」(A-PAB)の4K・8K試験放送（BS17ch）で生中継を実施した（詳細は後述）。
一時期、全国49地方大会の全決勝戦をスカイ・Aが、地上波地方系列局（一部系列外・独立UHFあり。茨城・佐賀は現地の映像制作会社との共同制作の体裁での自社放送のみ）の映像提供をそのまま行う形でノーカット放送されたが、一時中断。2022年に、同社が特に厳選した10大会を選んで、地方大会の決勝戦実況が復活した。

### 現況（主に2015年以降）
開会式のみが全国ネットで放送されていていて、原則毎日放送のセンバツ同様決勝戦に勝ち上がった地域の地元系列局のみで放送。主要全国紙と民放キー局の文化事業である高校生のスポーツのビッグイベント（日本テレビの男子サッカー、TBSのラグビーと女子サッカー、フジテレビのバレーボール）と違い、地上波全国放送が消滅した理由としては、他競技と違い1会場・1コートでの開催であることや民放キー局系BSチャンネルでの放送があること、NHKの放送が総合テレビと教育テレビを通じて全試合中継されることが理由として挙げられる。
2015年の決勝戦は、仙台育英（宮城）と東海大相模（神奈川）の対戦となったが、この年の中継は前年のネットワークセールス枠からローカルセールス枠へとなったためか、テレビ朝日以外のテレビ朝日系列23局ネットで放送された（北陸朝日放送と琉球朝日放送では「直前情報」を自主編成番組に差し替え、決勝本編のみネットした）。
2016年からは正式に試合の中継が近畿地方・徳島県以外の勝ち上がった地域の地元系列局のみの放送となり（勝ち残っていない地域の系列局も各局の判断で放送する場合あり）、この年からの決勝戦の試合開始時間は14:00に変更されている。なおこの年は北海（南北海道）と作新学院（栃木）の対戦となり、北海道テレビのほか福島放送・瀬戸内海放送・広島ホームテレビ・愛媛朝日テレビ・鹿児島放送の7局がネットした。ただしこの日は日曜日かつテレビ朝日が全国ネットのCATレディースゴルフトーナメントを編成したため、制作局の朝日放送と北海道テレビ以外のネット局では15:00飛び降りとなった（朝日放送と北海道テレビはゴルフ中継を深夜に遅れネット）。
2017年は、広陵（広島）と花咲徳栄（埼玉）の対戦となり、朝日放送をはじめとするテレビ朝日系列8局（山形テレビ・福島放送・瀬戸内海放送・広島ホームテレビ・愛媛朝日テレビ・九州朝日放送・大分朝日放送・鹿児島放送）で同時ネットを実施し、北海道テレビでは翌未明の2:50 - 4:50に録画中継で放送した。なお朝日放送・山形テレビ・福島放送・広島ホームテレビの4局では、『上沼恵美子のおしゃべりクッキング』（朝日放送テレビ制作の全国ネット番組）の放送枠を移動させている。
2018年は、大阪桐蔭（北大阪）と金足農（秋田）の対戦となり、朝日放送テレビをはじめとするテレビ朝日系列11局（北海道テレビ・秋田朝日放送・山形テレビ・福島放送・瀬戸内海放送・広島ホームテレビ・愛媛朝日テレビ・九州朝日放送・鹿児島放送）で放送。秋田朝日放送では金足農が秋田勢の出場校としては第1回大会（秋田中学）以来103年振りに決勝戦に勝ち残ったことで決勝戦の地上波全国放送廃止後初めて決勝戦をネットしている。
2019年は、星稜（石川）と履正社（大阪）の対戦となり、朝日放送テレビをはじめとするテレビ朝日系列10局（北海道テレビ・山形テレビ・福島放送・北陸朝日放送・広島ホームテレビ・愛媛朝日テレビ・瀬戸内海放送・九州朝日放送・鹿児島放送）で放送。北陸朝日放送では星稜が決勝戦に勝ち残ったことで決勝戦の地上波全国放送廃止後初めて決勝戦をネットしている。
同年の第101回大会決勝において、BS朝日の4Kチャンネルで4Kオリジナルの生中継を初実施。同年の中継では、地上波とのサイマル方式である2K放送での生中継とは別の実況アナウンサーとゲストが出演していた。第102回大会の中止に伴う甲子園交流試合の中継（2020年）では一切実施しなかった。
2021年の第103回大会から、BS朝日での4K生中継の対象を全試合に拡大。ただし、実況担当のアナウンサーとゲストは地上波・2K放送と同じで、4Kオリジナルの中継映像を組み合わせながら放送する。一方大会日程においては、8月15日早朝から雨が降り続いた影響で、第1試合を当初の予定より3時間遅らせて開始（詳細後述）。その後は天候の回復によって試合を順調に消化したものの、第4試合の開始時刻が大会史上最も遅い19:10に変更された。このため、地上波（朝日放送テレビ）では編成の都合から第4試合を中継できず、BS朝日のみで放送。2Kチャンネルでの放送は試合途中の21:18で終了したが、4Kチャンネル（BS朝日4K）では試合終了（21:40）まで中継した。
決勝戦は日曜日に開催されかつ智弁学園（奈良）と智弁和歌山（和歌山）の対戦となったが、朝日放送テレビ以外のテレビ朝日系列局では『KBCオーガスタゴルフトーナメント』（九州朝日放送制作）を同時間帯（13:55 - 15:20）に放送したため、朝日放送テレビのみでの放送となった（『KBCオーガスタゴルフトーナメント』は当日深夜に録画中継で放送）。高校野球の決勝戦中継がローカルセールス枠に変更後、関西ローカルのみに留まったのは史上初となった。
2022年は、仙台育英（宮城）と下関国際（山口）の対戦となり、朝日放送テレビをはじめとするテレビ朝日系列6局（山形テレビ・東日本放送・広島ホームテレビ・瀬戸内海放送・山口朝日放送）で放送。東日本放送・山口朝日放送では地元勢が決勝戦に勝ち残ったことで決勝戦の地上波全国放送廃止後初めて決勝戦をネットしている。
2023年は、仙台育英（宮城）と慶応（神奈川）の対戦となり、朝日放送テレビをはじめとするテレビ朝日系列5局（山形テレビ・東日本放送・広島ホームテレビ・瀬戸内海放送）で放送。東日本放送では前回大会と同様にネットした一方でテレビ朝日では生中継はおろか深夜の録画中継も含め一切放送されなかった。
2024年からは決勝戦の試合開始時間が10:00に変更となり、この年の決勝戦は京都国際（京都）と関東第一（東東京）の対戦となったが、テレビ朝日系列局へのネットは山形テレビのみに留まり、それ以外の系列局では通常編成（大半の局では『大下容子ワイド!スクランブル・第1部』を放送）を優先している。
2025年の決勝戦は8月23日かつ土曜開催の予定だが、朝日放送テレビ以外のテレビ朝日系列局では通常編成を予定しているため現時点では朝日放送テレビのみの放送予定となっている。
そのほか珍しいケースとしては96回大会（2014年）と103回大会（2021年）では敦賀気比が勝ち上がってきたのに合わせて、福井放送が前者は午後のローカルセールス枠を利用し、準決勝第2試合の中継を部分ネットした他、後者は『羽鳥慎一モーニングショー』（テレビ朝日制作）を全編差し換えた上で準々決勝第1試合をネットした。
なお、全国ネットの定時番組枠の確保等の観点から、1-3回戦についてはほぼ完全中継が可能な土曜日を除き11時台後半 - 14時前後までは一旦中断するが、1985年以降この時間帯はサンテレビ・KBS京都・びわ湖放送・奈良テレビ・テレビ和歌山にリレー中継を実施。1990年代初め頃までは平日の8:30 - 9:30にも実施していたが、2020年甲子園高校野球交流試合ではリレー中継を見送ったため、近畿広域圏の地上波テレビでは一部時間帯で試合中継の中断を余儀なくされた（BS朝日では全試合を完全生中継）。

#### CMタイム
試合中、地上波ではイニング間のCMタイム（1回30秒）も中継映像をそのまま流しながら、番組協賛スポンサーの当番組限定オリジナルCMを1961年から放送している。
湯浅電池が協賛していた時代はロールテロップだけであったが、協賛が住友グループに移った1963年からは、画面下3分の1ワイプに住友グループ各社の字幕CMとアニメーション（1990年代前半の数年間は実写の着ぐるみ）。
1995年に住友グループが撤退し、複数スポンサー協賛になってからは、一部の協賛スポンサーが通常のCMをワイプで挿入する場合もあるが、殆どがオリジナルの画面下のスペースを活用したワイプCMである。CM後はそのCMを提供した協賛スポンサーの字幕を#ねったまくんのじゃんけんとともに表示する（BS・CSは中継を中断して通常のCMを放送。BSは地上波同様CM後、そのCMを提供した協賛スポンサーを表示する）。

#### インターバルゾーン
2003年から2018年までは、朝日放送テレビや前述のリレー中継局で1日に複数の試合を中継する場合に、中継の時間帯によって試合と試合の合間に7分間の「インターバルゾーン」を設定。直前に終了した試合のダイジェストや「思い出甲子園」（過去の大会で目覚ましい活躍を見せた野球選手・OB1名へのインタビュー）を放送するほか、朝日放送テレビの女性アナウンサーが、同局の特設スタジオ（以下「甲子園スタジオ」と略記）から直後の試合の見どころや出場校を紹介していた。放送日によっては、開会式・第1試合の放送開始前に「インターバルゾーン」を設定することや、『熱闘甲子園』のキャスターや高校野球に縁の深いゲストを迎えることもあった。
2019年以降の本大会の中継では、大会前に収録された企画・作品を、「インターバルゾーン」に相当する時間帯で関西ローカル向けに放送。同年および2021年・2022年には高校野球での実話に基づくミニドラマ、斎藤佑樹（2006年大会の優勝投手）が『熱闘甲子園』のキャスターに加わった2023年には、斎藤のMCによる『甲子園　喜怒哀楽』（選手・監督時代に本大会で顕著な実績を残していた人物との対談番組）を編成している。
BS朝日では、「インターバルゾーン」が甲子園スタジオからの生放送に充てられていた2018年まで、開会式と開幕試合の間に設定される「インターバルゾーン」に限って地上波（朝日放送テレビ）と同時に2Kチャンネルで放送。それ以外の時間帯の「インターバルゾーン」については、2021年までの2K放送時代にニュース・天気予報〈気象情報〉、2022年以降の4K放送では甲子園球場の場内映像と次の試合の予告テロップを流している。
「バーチャル高校野球」では2023年から、3回戦までの開催日を対象に、試合の中継に加えて「インターバルゾーン」のサイマル配信を実施。ただし、準々決勝と準決勝では、次の試合で対戦する両校の前の試合のハイライト動画を「インターバルゾーン」に相当する時間帯で独自に流している。

##### 中継の間にミニドラマを放送（2019年・2021年・2022年）
2019年の中継では、『青空ふたたび』（長野大会出場校での実話に基づく田辺桃子主演のショートドラマ）を関西ローカル向けに制作。第1日の開会式 - 第1試合の合間と、第2日 - 第10日までの試合の合間（旧「インターバルゾーン」）に、1日1話のペースで4分間放送した。試合の合間がリレー中継の時間帯と重なる場合には中継局で放送したが、中継予定の全試合が雨天中止の日には翌日へのスライドで対応するほか、「TVer」でも直近の放送回の動画を順次配信。全10話の放送終了後からは、全話一斉配信を実施している。
本大会の試合中継を2年振りに再開した2021年には、小柴陸（関西ジャニーズJr.）の主演による『海と空と蓮と』（2020年に令和2年夏季北海道高等学校野球大会への出場を予定していた高校での実話に基づくショートドラマ）を放送。このパートのみ、くら寿司が単独でスポンサーに付いていた。
2022年には、栃木県立鹿沼高等学校の硬式野球部員として（同年の時点では男子選手にしか出場を認めていない日本高野連・都道府県高野連主催の）公式戦出場を目指した女子学生の実話に基づく『ふたりの背番号4』を池田朱那の主演で放送。一部の回を積水ハウスが単独で提供しているほか、TVerに加えて、Gyaoでも放送済みの回で動画の見逃し配信サービスを実施している。
いずれの作品にも、『熱闘甲子園』キャスターで「熱闘高校野球ナビゲーター」の古田敦也が、本人以外の役柄で登場。ドラマに出演する俳優は、放送前月（7月）の水曜日に阪神甲子園球場で催される阪神タイガース公式戦の始球式に登場するほか、朝日放送テレビで関西ローカル向けに放送する当該試合の中継（『スーパーベースボール 虎バン主義。』）にゲストで出演していた。
なお、ミニドラマの制作と放送は2022年で終了。2023年からは、前述した『甲子園　喜怒哀楽』を「インターバルゾーン」で放送している。

##### 「甲子園　喜怒哀楽」（2023年以降）
1人のゲストが「喜」「怒」「哀」「楽」というテーマに沿って収録した映像を、編集で分割したうえで、準々決勝までランダムに放送。2023年には、栗山英樹（斎藤が北海道日本ハムファイターズに在籍していた時期の一軍監督）、元・中日ドラゴンズ外野手の平田良介（大阪桐蔭高等学校への在学中に本大会へ出場）、高校野球の監督として本大会で大きな足跡を残していた小倉全由・香田誉士史をゲストに迎えていた。放送上は特定のスポンサーを付けていないものの、この年の放送では、わかさ生活（地上波のテレビ中継におけるスポンサーの1社）からのインフォマーシャル（同社と日本女子プロ野球機構を創設した角谷建耀知による女子野球関連の著書『キセキ』のPR映像）が終盤に必ず挿入されていた。
2024年には、朝日放送グループ制作の試合中継にも招かれている高嶋仁（智弁学園和歌山高等学校硬式野球部の名誉監督）、高校生時代に本大会を沸かせた荒木大輔（早稲田実業高校野球部における斎藤の先輩）・今吉晃一（鹿児島県立鹿児島工業高等学校硬式野球部のOBで3年時の2006年に第88回大会で斎藤と対戦）、早稲田実業高校へ在学中の齋藤を『熱闘甲子園』のキャスター時代に取材していた長島三奈と齋藤による対談を個別に収録。収録した映像を「喜」「怒」「哀」「楽」のテーマ別に編集したうえで、1回戦から3回戦までの試合中継のインターバルゾーンで放送している。前年に続いてスポンサーを付けていないものの、番組の終盤には、わかさ生活のインフォマーシャルに代わって『熱闘甲子園』のアニメーションCMを挿入。このCMには、沖縄県立八重山商工高等学校3年時の2006年に春夏連続で甲子園大会に出場していた大嶺祐太（元・千葉ロッテマリーンズ→中日投手）や、高校時代に本大会の試合で苦渋を味わっていた日本プロ野球（NPB）の現役選手（ロッテ投手の小島和哉・東北楽天ゴールデンイーグルス投手の林優樹など）などが声を当てている。また、大会期間中の8月15日からは、放送済みの映像を活用した動画を「バーチャル甲子園」で配信。

#### 通常番組への対応
中継放送によって、期間中の通常番組は休止か放送日時の振替が行われる（自社制作番組に関しては、当該番組の制作局である朝日放送テレビのみ枠移動。それがネットワークセールス枠番組ならば、他のテレビ朝日系列23局では裏送り先行ネットとなる）。
- 『おはよう朝日です』は開始当初は7:15開始であり、加えて高校野球が1日4試合行われる場合は、7:45から中継を開始する関係で30分しか放送時間がないため、大会期間中は生放送をやめて事前に収録したスポーツ特集やゲストの歌手による歌コーナー（当該項目参照）などを行っていた。また9時以後の1日3試合開催である場合や、雨天で全試合中止・あるいは試合開始遅延となった場合には7:45 - 8:30まで『夏休みこども映画大会』で放送されるアニメの再放送に充てたりした。1996年度以後は6時台に放送時間が繰り上げられたため、高校野球期間中でも生放送が行われるが、2011年以後は試合開始が8時からの4試合日（2011年は2・3試合開催日、2012年と2019年は3試合開催日も同文）は5分短縮で行われている。
- 一方午後のワイド番組については、14時台の時代は番販ネット局が存在していたこともあり、朝日放送（当時）からの裏送りネットを実施していた（生放送ではなく、事前収録の録画放送の場合もあった。）が、開始時刻が16時台以後に移った1994年以後は「『ステーションEYE』→『スーパーJチャンネル』」のANNゾーン入り前のパートを休止し、ANNゾーン明け後のパートのみ通常通り放送しているが、一部の出演者はこの期間夏休みをとる。
- 全国ネット番組のスポンサードセールスの関係で、平日と日曜の昼休みの全国ネット番組は通常通り行う。
  - ただし全国ネットセールスでも、大会期間中は平日の『羽鳥慎一モーニングショー』[注 46]、週末の『ANNスーパーJチャンネル』他、および準々決勝と準決勝に当たる日の『徹子の部屋』、『ワイド!スクランブル』（第1部・第2部のいずれも）はネット返上（代替なし）となり、週末と準々決勝・準決勝に当たる日の一部ネットセールス番組[注 47]は大会終了後（『サンデープレゼント』」については翌日未明[注 48]）に時差放送[注 49]を行う。ただし、当初準々決勝以後の日程が組まれて休止扱いとなった番組であっても、雨天順延などによる日程変更が生じた場合は、休止を返上して通常編成、および朝日放送中断時の県域局とのリレーが行われる場合もある。
  - 2014年度は『ワイド!スクランブル・第1部』の開始時刻が繰り上げられ、『徹子の部屋』『上沼恵美子のおしゃべりクッキング』も放送時間枠が変更となったが、高校野球期間前半の8月11日 - 15日については、『徹子の部屋』を12:44まで、さらに『ワイド!スクランブル・第2部』を13:45までそれぞれ拡大放送（第1部はローカルセールス枠部分の前半1時間分を休止して11:30飛び乗り。ただし雨天中止時は通常に同じ）し、『おしゃべりクッキング』も平常とは異なる13:45 - 14:00に繰り下げ、拡大放送するなどの編成を組んでおり、この時期は前年度までと同じパターンで放送される。後半の8月18日から8月21日（準々決勝開催日前日）までは、通常スケジュールとなるため、午後の部の中継は13:25からとなる。これに付随して、2014年度からの近畿広域圏の独立局でのリレー中継の開始時間も変更される（平日がこれまでより20分早い11:15開始、終了は前半が14:15まで、後半は13:30まで。日曜は11:40 - 14:00のまま）。
  - 2016年8月8日は、天皇の緊急ビデオメッセージである『象徴としてのお務めについての天皇陛下のおことば』を同日15:00より宮内庁が発表するため、それに伴い、同日の『ワイド!スクランブル・第2部』に引き続き、13:45 - 15:55に『ANN報道特別番組ワイド!スクランブル』も別途放送し、『スーパーJチャンネル』を16:50から全国放送する事になり午後の放送枠は15:55 - 16:50に縮小された。なおこの日の独立局へのリレー中継は通常通り14:20までの放送で、この間は実質BS･CS用の裏送り放送となった。
  - なお、『ワイド!スクランブル・第1部』は冒頭からの番組途中までの時間帯がローカルセールス枠となっているが、2014年度以降その通常編成時の開始時刻が大幅に繰り上がっている。2014年度はテレビ朝日・朝日放送（当時）における『ワイド!スクランブル・第1部』は通常編成時10:30開始であった。2015年度から2017年度は『ワイド!スクランブル・第1部』を朝日放送（当時）では通常時11:45飛び乗り[注 50]となっていたが、2018年度は『ワイド!スクランブル・第1部』を朝日放送テレビでは月 - 水曜日のみ通常時フルネットとし、木・金曜日は通常時10:30飛び乗りに変更した。全試合が雨天中止となった場合・『ワイド!スクランブル・第1部』の開始時刻までに中継終了となってしまった場合などの『ワイド!スクランブル・第1部』の放送対応は年により異なるが、11:45飛び乗りで放送することがあれば、2014年度・2018年度のように『ワイド!スクランブル・第1部』を通常時にフルネットにしている曜日であるか否かにかかわらずフルネットとすることもある。
  - 2016年度の3試合日（2016年8月11日[注 51]）および2017年度の荒天中止時に『スーパーJチャンネル』を番組の最初（16:50）からネットした。
  - 2017年度の決勝は前年度と同様14時試合開始となったため、中継は14時から（13時45分 - 14時に「直前情報」も別途放送あり。）となり、朝日放送テレビをはじめとするテレビ朝日系列局の一部でのみの同時ネットとなる（北海道テレビでは翌日未明・早朝に遅れネットを実施）。これにともない、自社制作のネットワークセールス枠番組『上沼恵美子のおしゃべりクッキング』は直前情報も放送する局では後刻に枠移動となり（朝日放送テレビでは決勝翌々日昼前に、本来なら準決勝当日に放送する分を含めた2回分を枠移動となるが、朝日放送テレビをのぞく決勝中継局では当初予定の当日16:35 - 16:50もしくはそれ以降の遅くとも決勝翌日の昼前までに裏送り先行ネット）、テレビ朝日を含む同系列局の大半（決勝本編のみ番販ネットとする局を含む）では本来の放送日時に裏送り先行ネットとなった。このような対応は、2018年度以降にもおおむね継承されている。
  - 日曜日の早朝（5:50 - 8:30）に『サンデーLIVE!!』→『グッド!モーニング（日曜版）』（朝日放送テレビ・テレビ朝日・メ〜テレの共同制作およびネットセールスによる生放送番組）が編成されている2018年からは、日曜日に開会式や4試合が組まれている場合に、朝日放送テレビ（ABC）で以下のように対応している。
    - 2018年には、開会式と1回戦の3試合が組まれていた8月5日に、朝日放送テレビの自社制作による全国ネットのアニメ番組（当時は「HUGっと!プリキュア」）を休止したうえで、『サンデーLIVE!!』の放送時間を（開会式直前の）9:00まで延長した。その一方で、4試合を開催した8月12日は、朝日放送テレビのみ第3部の途中（7:57に飛び降り）で放送を終了。残りのパートについては、テレビ朝日からの裏送り方式で他のネット局向けに放送した。なお、8月19日は大会の休養日に当たったため、朝日放送テレビも通常のフルネットで対応。5日・12日も、第1試合からの雨天中止が決まった場合には、フルネットでの放送を予定していた。
    - 2021年には、1回戦の4試合が組まれていた8月15日に、朝日放送テレビのみ第3部の途中（7:57に飛び降り）で放送を終了。しかし、当初は8:00に予定されていた第1試合の開始時刻が前夜からの降雨の影響で11:00にまで繰り下げられたため、朝日放送テレビでは試合開始まで2019年大会決勝（履正社対星稜戦）のダイジェスト映像の再放送を実施した（BS朝日でも2Kチャンネルでサイマル放送）。朝日放送テレビでは2019年決勝再放送の合間に、甲子園球場でのグラウンド整備の生中継映像を随時挿入した。

  - 朝日放送テレビ制作土曜朝のワイドショー（現在は『朝だ!生です旅サラダ』）についてもネットセールスとなっているが、高校野球が4試合開催される日（2011年と2012年は3試合日<2011年は2試合日も含む>である場合は同文）については雨天中止にならない限り放送休止（代替なし）となり、ネット局向けの裏送り送出となる。ただし3試合以下（2011・12年以外）である場合は通常通り放送することもある。
- 中継時間中の最終試合（第3・4試合目）では、近畿地方のチームが出場する場合または重要試合の場合、平日の『スーパーJチャンネル』のANNゾーンを休止したり[注 52]、週末の18時台の前半に放送される全国ネット番組（土曜日は『人生の楽園』、日曜日は『相葉マナブ』）を他日振替とし、最大で18:15（土曜は18:21、日曜は18:52）まで中継枠を延長することがある。
- また深夜の『熱闘甲子園』の放送がある時は、2018年度の場合、23:10（土曜に限り23:15）以降に開始の番組は原則30分ずつのスライドで放送されるが、雨天で全試合中止となった場合は定時編成となる。

#### 試合が「朝夕2部制」で開催される日の対応（2024年以降）
2024年の第106回大会からは、3試合開催日の一部に「朝夕2部制」が導入されている。「朝夕2部制」の適用日には、「午前の部」における最後の試合が終了してから、「夕方の部」における最初の試合を開始するまでに3時間30分の間隔（インターバル）が設けられる。このような事情から、朝日放送テレビ（ABC）の近畿広域圏（関西ローカル）向け番組編成では、以下のように対応している。
- 2024年の第106回大会では、第1日（8月7日）から第3日（9日）までに開催される1回戦（全9試合）に「朝夕2部制」を適用。第1日のみ、開会式に続いて第1試合を「午前の部」、第2試合と第3試合を「夕方の部」に振り分けていた。第2日と第3日には、第1試合と第2試合を「午前の部」、第3試合を「夕方の部」で開催。「午前の部」については、朝日放送テレビから独立局へのリレー中継（前述）を、3日間とも11:30から実施していた。リレー中継については、第1日のみ13:40まで、第2日と第3日に14:10まで放送枠を設けていたが、3日とも「午前の部」の最終試合がこの枠内で終了。
  - 朝日放送テレビでは編成上、「午前の部」の中継枠を11:35まで設定する一方で、11:35から「夕方の部」開始までの時間帯をレギュラー番組（『ABC天気予報』→『ANN NEWS』→『大下容子ワイド!スクランブル・第2部』→『徹子の部屋』→自社制作による全国ネット向けの収録番組『DAIGOも台所』）の放送と『相棒』の再放送などに充当。「夕方の部」の試合については、当該時間帯のレギュラー番組から『newsおかえり』を休止したうえで、最長で19:00までの中継枠を設けていた。
    - 通常は平日に『newsおかえり』内で放送している関西ローカルニュースについては、同番組の休止に伴う代替措置として、『ABC NEWS』（関西地方と近隣県向けの天気予報を組み込んだ単独番組枠）を13:50から5分間編成していた。ただし、17:37 - 18:15の時間帯には、「夕方の部」の試合中継を中断したうえで『私の幸福時間』（テレビ朝日制作）と『スーパーJチャンネル』のANNゾーン（パリオリンピックの開催に伴う拡大版）を放送。第2日の第3試合については、テレビ朝日系列におけるオリンピック競技生中継の放送枠が試合の時間帯（16:48 - 20:00）に組み込まれる関係で、試合中継の放送やリレー中継の実施を見送っている（詳細後述）。

#### 夏季五輪編成との関係
1984年（第66回）はロサンゼルスオリンピックが8月12日まで行われ、一部時差の関係上中継できなかった試合があった（この当時は上記独立県域局とのリレーがなかった。衛星放送もNHKのみで民放はなかったため、実質『熱闘甲子園』の映像資料用の実況だけであった）。
2008年（第90回）は8月2日に開幕したが、この年は8月8日から北京オリンピックが開催された影響で、一部の開催日で朝日放送テレビ向けの中継ができず、上記独立県域局とBS・CS用の事実上裏送りとなった日があった。
2012年（第94回）は8月10日に、ロンドンオリンピック女子サッカー決勝を、テレビ朝日が全国ネット（録画放送）で8:00から放送。朝日放送テレビでは放送終了後の9:55から高校野球中継を始めたため、第1試合（8:00開始）の大半を放送できなかった（試合終了後に甲子園スタジオから当該試合全体のダイジェストを放送）。BS朝日では試合開始から生中継を実施した。
2016年（第98回）もリオデジャネイロオリンピックの一部競技・ウイークリーハイライトをテレビ朝日が全国ネットで放送のため、8月10日については近畿独立県域局のリレー放送開始時刻を9:00からに繰り上げて対応した。8月20日については、準決勝のため通常は中断しないが、中継は11:45から14:00まで中断した（通常独立局リレー放送が行われない土曜日のため、リレー放送も行われなかった）。さらに平日午後の放送枠もリオデジャネイロオリンピックの速報番組（10分間）の兼ね合いから放送終了時間が通常より10分早まり、近畿地方のチームが出場する場合に伴う中継枠の延長も行わなかった。
2021年（第103回）には、東京2020オリンピックが前年（2020年）からの1年延期扱いで7月21日から開催された。ただし、本大会の開幕を予定していた8月9日（山の日の振替休日）の前日（8日）にオリンピックが終了したほか、本大会の開幕も台風接近の影響で10日に順延されたため、編成上は過去の夏季五輪のような影響が生じていない。
2024年には、第106回大会の序盤（8月7日 - 11日）がパリオリンピックの開催期間と重複。「朝夕2部制」を適用している第2日（8日）には、「夕方の部」に当たる第3試合の時間帯（16:48 - 20:00）に、テレビ朝日系列が卓球競技・男子団体準決勝生中継の全国ネット向け放送枠を編成していた（関西地区では朝日放送テレビとサンテレビジョンが並列で放送）。以上の事情から、第2日第3試合のテレビ中継を、BS朝日4Kでのみ放送した。
この試合の直前（16:43頃）には、マグニチュード7.1（最大震度6弱）の地震（日向灘地震）が宮崎県の南部で発生。高校野球・オリンピックの競技中継とも、「地震関連の情報をL字枠の画面で流し続ける一方で、津波注意報が発令されている地域を黄色で示した日本地図を、注意報が完全に解除されるまで画面中央の左側へ常時表示する」という措置が講じられている。

#### 地上デジタル放送開始後
2004年以降は、地上デジタル放送でもハイビジョン放送となった。当初は朝日放送テレビとテレビ朝日・メ〜テレの3局（朝日放送テレビは全試合、テレビ朝日・メ〜テレは決勝戦のみ）で実施されたが、2007年に決勝戦は全てのネット局で実施されている。独立局リレー中継は、2006年のサンテレビを皮切りに、2010年までに全ての放送局がハイビジョン化している。
また、ハイビジョン放送開始と同時に連動データ放送・5.1chサラウンドステレオ放送もスタートしている（連動データ放送は独立局リレー中継では実施されない。またローカルセールス枠となった2015年以降の決勝戦も、プレゼント企画との兼ね合いから、朝日放送テレビ以外の系列局では実施されない）。2009年からはリアルタイム字幕放送を実施している。
地上波によるアナログ放送は2009年まで画角4:3、2010年は16:9レターボックスで放送。このため2010年以降はカウント等の表示テロップを16:9画面に合わせるように位置が変更された。この年をもって岩手・宮城・福島県を除いて、アナログ放送での中継は終了となり、デジタルに統合された。

### 開会式中継
開会式については、以下のような対応を取る（同時刻に中継に入っている朝日放送テレビを除く）。
- 平日に行われる場合、原則として30分程度の独立番組（年によっては開幕試合も放送）として放送していた。1972年（昭和47年）以降は朝ワイドの『モーニングジャンボ奥さま8時半です』（ここまでJNN）→『モーニングショー』→『スーパーモーニング』内で入場行進の模様を中心に放送していたが、2007年以降は行われなくなった。2001年以降山梨・富山・高知地区は決勝戦中継と異なる放送局にネットされることになるからと思われる。
  - 6年ぶりに平日開幕となった2012年（8月8日、水曜日）は『モーニングバード!』の放送を全ネット局が8時59分で打ち切り、テレビ朝日系列局と福井放送が31分間の独立番組として開会式の中継を行なった（朝日放送テレビは放送開始が8:00のため『モーニングバード!』のネット受けは行なわれなかった）。
  - 2014年（8月11日、月曜日…8月9日に開幕する予定だったが台風の影響で2日間延期された）・2015年（8月6日、木曜日）・2021年（8月10日、火曜日）も同様に31分間の独立番組として開会式の中継を行なった。
- 土曜日の場合、1975年（昭和50年）以降は『おはようワイド・土曜の朝に』→『朝だ!生です旅サラダ』内で、入場行進のみをネットしていたが、2004年・2005年・2008年以降は『旅サラダ』の放送時間を短縮し、独立番組としてテレビ朝日系列フルネット24局[注 57]と福井放送の計25局ネットで開会式が全国放送されている。なおフルネット局のうち九州朝日放送（KBCテレビ）は1997年（平成9年）から毎年8月第1土曜日にローカルの長時間特番『真夏のエコスペシャル・水と緑の物語』の放送を行なっており、開会式と日程が重なれば同番組が基本最優先となる関係で2010年代までは放送できない年が多かった。2020・2021年は『水と緑』が9月3週に移動、2022年は開会式終了後に『水と緑』の放送が始まる編成となり、KBCテレビでも土曜の開会式が放送出来るようになった。
  - KBCテレビ以外にも岩手朝日テレビは、特番『8!tabe-TV・夏』が放送された2008年に限って開会式のネット受けをしなかった。
  - 2022年は雨天のため開会式が30分遅れで始まったため、開会式の直前で中継が終了した。
- 日曜日の場合、2006年・2016年は『題名のない音楽会』を休止し、2018年以降は『仮面ライダーシリーズ』を休止し[注 58]、テレ朝系フルネット24局向けに独立番組として開会式を放送。福井放送はこの時間帯に日本テレビ系列の番組（2006年は『The・サンデー』、2016年・2018年・2023年は『シューイチ』）をネット受けするため放送されない。以前は1時間程度の独立番組（1993年）や開幕試合とのセットで放送したこともある。そのため朝日放送（当時）制作日曜朝8時30分枠のアニメが1週削られていたことがあった。なお、日曜朝8時30分枠がテレビ朝日制作枠だった時期は後日時差送出の対応をとったこともある。2018年は開会式中継に加え、直前情報として『サンデーLIVE!!』（テレビ朝日・朝日放送テレビ・メ〜テレ共同制作）を同日の通常放送とは別に「第4部」まで放送した（朝日放送テレビ制作日曜朝8時30分枠のアニメ〈当時は『HUGっと!プリキュア』〉は休止）。
  - また2018年は地上波（バーチャル高校野球でのライブ配信も含む）とBS朝日でそれぞれ出演者が異なった（地上波：ゲスト・渡辺元智（前横浜監督）、古田敦也（熱闘甲子園キャスター）、進行・高野純一、ヒロド歩美（共に朝日放送テレビアナウンサー）。BS朝日：解説・永田裕治（報徳学園前監督）、実況・北條瑛祐（朝日放送テレビアナウンサー）。）
- 2022年は8月6日に30分全国ネット枠を設けたが、悪天候のため開会式の開始時間が30分遅れたため朝日放送テレビ以外では生中継できずに終了した(なお、開会式実施までの間は斉藤佑樹(元早稲田実OB)の決勝戦の様子を当時の熱闘甲子園を見ながらトークした)。
- 2024年には8月7日（水曜日）に開催。地上波では、前年までと違って開会式中継の全国ネット枠を設けなかったため、テレビ朝日では「入場行進の中継を『羽鳥慎一モーニングショー』に内包する」という措置を講じた。入場行進の中継は、朝日放送テレビ以外のテレビ朝日系列全局（23局）に加えて、フルネット局以外で唯一の『モーニングショー』ネット局である福井放送（日本テレビ系列が主体のクロスネット局）でも流れている。

### 中継態勢
2012年の第94回大会中継からは、「甲子園球場の現在の情報」と「試合に臨むチーム・監督・選手の深い情報」を中継画面へ積極的に取り込む演出を採用。データスタジアムから提供される詳細なデータと最新の技術を駆使しながら、以下の工夫を凝らしている。
- 気象条件・風向・風速の表示
  - 往々にして試合の行方を左右する甲子園球場名物の浜風の動きを見せる目的で、日本のテレビ放送による野球中継では初めて、球場全体の風の動きを観測する機器をセンターカメラに設置。三塁側の内野スタンドから撮影中の球場全景映像に、センターカメラで観測できた数地点の風向・風速データをCG合成で挿入したうえで、各試合の開始前に「風速スコープ」というタイトルで放送する（2012年のみ）。なお、甲子園球場では、その風速柱などを見ることができないようになっていた。
  - 各試合の開始前にグラウンドレベルで観測された気温・湿度を、データとして表示。また、以上のデータに風向・風速データを加えたグラウンド概略図を、ワイプ形式で試合中に随時挿入する。
- 超ハイスピードカメラによる準々決勝・決勝戦の撮影（高校野球中継では初の導入、2013年からは全試合で使用）
- 「エキストラスーパー」の挿入
  - 朝日新聞・高野連からの協力による全代表校の地方大会全スコア調査で得られたデータを、データスタジアムで独自に分析。試合中の対戦シーンに応じて、以下のデータの中継画面の左下に「エキストラスーパー」として挿入する。なお、従来の中継で使われてきたデータ（地方大会や本大会における個人成績・チーム戦績、試合中の投手・打撃成績、ベンチ入り選手の氏名・背番号など）も、引き続き中継の随所で表示する。
    - 打撃データ：ランナー状況別打率、送りバント成功時の得点確率、得点期待値、打者の全安打数、打球のゴロ／フライ比率（いずれもチーム単位で表示）
    - 投手データ：投手の全投球数、奪三振数、ストライク率、被安打率、被長打率
    - 走塁データ：走者の盗塁数、盗塁成功率、カウント別の盗塁成功率
    - 守備データ：捕手の盗塁阻止率
    - 大会に出場した全選手を対象にしたランキング（打率、長打率、得点圏打率、奪三振数、奪三振率など）
    - 試合中のシーン・試合結果に関連した大会記録

2013年の第95回大会中継では、上記の「エキストラスーパー」を踏襲しつつ、字幕スーパーの背景を白色ベースから黒色ベースに一新。得点・本塁打のシーンで挿入する字幕や、選手紹介の字幕を従来の様式から細く変える一方で、試合開始前には両チームの監督によるその試合に向けたコメントを字幕で表示する。また、中継で表示する投手データに、中継試合における球種の比率（球種ごとに横棒のグラフで表示）や球数（登板開始から終了までの合計）を追加。投手と打者の対戦中には、スコア・ボールカウント・塁上の状況・投手の球数（または球種・球速）を画面の右下に表示させるとともに、「投手：投手名×打者名：打順」か「第○日第○試合」という様式の字幕を画面の左上へ交互に挿入するようになった。さらに、試合の展開を左右しそうな対戦シーンでは、該当する投手と打者の映像を2分割（または4分割）で表示することもある。
- 試合中継用の映像は1994年までは10時まで時刻出しを左上に出していたため、主に右中間寄りにカメラをセットしていた。このためプロ野球中継とは異なり、スコアは右上、ボールカウンターは左下と通常とは逆のテロップポジショニングで放送がなされていた。1995年からはプロ野球と同じく左中間寄りにカメラを配置し、スコアカウントもプロ野球と同じ形式となった。なお「熱闘甲子園」では番組開始当初から現在に至るまで右中間寄りのカメラをメインに、随時中継で使われた映像、さらにハイライト用の独自のカメラも使って編集している（「熱闘甲子園」で使われる映像を中継に使う場合＜特にホームランカメラ＞もある）。

2024年の第106回大会中継からは、字幕の字体を丸ゴシック体に統一したほか、四隅が丸く色調の明るい横長のテロップを採用。投手と打者の対戦中には、対戦校、イニング、得点、ボールカウント、登板中の投手が投じたボールの球種と球速、塁上の状況を示すダイヤモンド状のグラフを、リボン状のテロップに収めたうえで画面の下側へ表示するようになった。このテロップでは、対戦中の選手の氏名・登板中の投手の投球数・打者の打順を、対戦校・イニング・得点を表示するスペースの上に出せるようになっている。さらに、得点が記録されている回を数字と黄色地の枠、記録されていない回を灰色地の枠だけで表すランニングスコアを画面の右上へ随時表示。攻撃中の対戦校や、勝利校の名称の表示には黄色地のテロップを用いている。朝日放送テレビでは、この年の大阪大会決勝および、開幕の前週に放送された第26回女子選手権大会決勝のテレビ中継でも以上のテロップを導入していた。

### 燃えろ!ねったまアルプス
1970年代の前半から2019年までの中継では、5回裏終了（グラウンド整備）のタイミングで1塁側と3塁側のアルプススタンドからミニ中継を挿入。5回裏終了後のミニ中継については、1990年代まで「甲子園、みんなが主役」、2000年代の初頭（2008年まで）に「SUNSUNリポート」、2009年から「燃えろ!ねったまアルプス」という名称が付けられていた。また、2009年からは第1試合を除いて、試合前にも「ねったまアルプスリポート」と称するミニ中継を放送していた。いずれの中継でも、版権のある応援歌などが放送中に披露されることがあらかじめ判明している場合には、インターネットでのサイマル配信で該当部分の音声を消すことで対応。「バーチャル高校野球」で試合後に公開される「1試合まるごと動画」では、上記の事情からミニ中継のパート自体を編集で割愛していた。
1975年以降は基本として、朝日放送→朝日放送テレビとテレビ朝日の新人アナウンサーがリポートを交互に担当。1994年までの期間と、2009年以降の期間には、他のテレビ朝日系列局から派遣されたアナウンサー（詳細後述）もリポートに加わっていた。また、テレビ朝日から派遣された新人アナウンサーが（自社制作の番組ではなく）「SUNSUNリポート」や「燃えろ!ねったまアルプス」で番組デビューを果たしたことや、朝日放送テレビ・テレビ朝日以外の系列局から派遣されたアナウンサーが地元以外の出場校のリポートを担当したこともあった。もっとも、新型コロナウイルス感染症の流行が日本国内で始まった2020年から、2023年（第105回記念大会）の3回戦まではアルプススタンドからのミニ中継企画を休止している。
2020年甲子園高校野球交流試合では、出場校の関係者・報道陣・NPB球団のスカウトに限って条件付きでスタンドへの入場を認めていたものの、アルプススタンドを開放しなかった。このような事情から、朝日放送テレビが制作する中継ではスタンドからのリポート企画を実施せず、系列他局からのアナウンサーの派遣も見送られたが、2020年度に朝日放送テレビへ入社した大野雄一郎・東留伽の両アナウンサーは、一部の試合で監督・指名選手への代表インタビューを担当していた。
2021年の第103回大会中継では、後述する事情からアルプススタンドからのリポートを挿入しない代わりに、各チーム初戦の試合で「ねったま、夏便り」（中継対象の試合に出場している選手・監督・学校の関係者が綴った手紙の一節を実況アナウンサーが放送席で代読する企画）、初戦に勝利した出場校については2戦目で「チームのここを見ろ!」（監督への事前取材を基にチームの強みを紹介する企画）をそれぞれ5回裏の終了後に放送。ただし、対戦校の一方が2試合を勝ち抜いていた場合にはこれらのコーナーが無いため、試合前半のハイライト映像の放送に充てていた。
この年の第103回大会と、大会期間中の休養日に甲子園球場を使用していた第25回女子選手権大会決勝では、前述した甲子園高校野球交流試合に続いて、新型コロナウイルスへの感染拡大防止の観点から全試合を無観客で開催。出場校の関係者（在校生、保護者、ブラスバンドのメンバーなど）と主催者が許可した関係者（1校あたり総勢200名以内）にしかスタンドへの入場が認められておらず、例年の試合中継ではリポートの場になっているアルプススタンドへの入場も、ブラスバンドのメンバーと関係者（1校あたり50名以内）に限られていた。さらに、新型インフルエンザ等対策特別措置法に基づく緊急事態宣言が甲子園球場のある兵庫県内に8月20日から発出されたため、2回戦途中の8月22日以降に開催される試合ではブラスバンドの入場も見送られている。以上の事情から、2020年交流試合の中継に続いて、スタンドへリポーターを配置していない。
2022年の第104回大会では、アルプススタンドへの入場を出場校の関係者に限る一方で、その他のスタンドに対する関係者以外の入場を条件付きで再開する方針が打ち出されていた。もっとも、大会の開始前から一部の出場校などで新型コロナウイルスへの感染が再び拡大していることもあって、アルプススタンドからの生中継企画や、アルプススタンドへのリポーター配置の再開は見送られた。テレビ中継では前年に続いて、「ねったま、夏便り」を5回裏の終了後に編成。初戦に勝利した出場校については、主将が「自分のチームを象徴する」という観点で選んだ（自身の造語を含む）四字熟語を、本人の直筆画像を交えて紹介する企画（放送上の呼称は「チームを表す『四字熟語』」を2戦目の5回裏終了後に放送している。また、打席に立つ選手やマウンドに立つ投手を紹介する字幕の一部には、紹介する選手が挙げた「好きな言葉」をこの年から表示。2戦目にも勝利した出場校については、「このチームの『怪物』」（主将が「怪物」とみなしている部員を紹介する企画）を3戦目の5回裏終了後に実施している。
2023年の第105回大会では、感染症関連の国内法における新型コロナウイルスの分類が5月8日付で（季節性インフルエンザなどと同等の）「五類感染症」へ移行したことを受けて、出場校の関係者以外の観客に対するアルプススタンドへの入場制限が撤廃された。テレビ中継では3回戦まで、5回裏の終了後（この大会から導入された10分間の「クーリングタイム」の最中）に「ねったま、夏便り」や「チームを表す『四字熟語』」を放送。2戦目にも勝利した出場校については、「このチームの『怪物』」に代わって「なんでも『No.1』」（特技などでチームの「No.1」に当たる選手を紹介する企画）で対応していた。
「ねったま、夏便り」「チームのここを見ろ!」については、2021年のみ朝日放送テレビの実況アナウンサーだけで賄っていた。テレビ朝日が（リポーターとは別に）実況要員の派遣を再開した2022年以降は、同局を含む系列他局からの派遣アナウンサーが実況を担当する試合でも、当該アナウンサーが5回裏の終了後に放送席から「ねったま、夏便り」「チームを表す『四字熟語』」「このチームの『怪物』」「なんでも『No.1』」を紹介している。その一方で、準々決勝のテレビ中継から、アルプススタンドへのリポーターの配置を再開。「燃えろ!ねったまアルプス」も、準々決勝の第2 - 第4試合と準決勝全試合の開始前および、準々決勝第1試合以降の全試合におけるクーリングタイム内の中継企画として4年振りに放送されている。
2023年の第106回大会では、出場校にとって初戦に当たる試合の「クーリングタイム」中に「ねったま、夏便り」、初戦突破校の2戦目に当たる試合の「クーリングタイム」中に「俺たちの応援歌」（当該校の応援に参加している在校生から1名がとりわけ推している自校の応援歌を理由と共に実況アナウンサーが紹介するミニ企画）を放送。3回戦から「燃えろ!ねったまアルプス」へ移行している。
「燃えろ!ねったまアルプス」では、朝日放送テレビのアナウンサーに加えて、他のテレビ朝日系列局からも2019年以来4年振りにリポーターを派遣。一部の試合では、地元（放送対象地域内）からの出場校が2回戦までに敗退した系列局のアナウンサーが、地元以外のエリア（系列局が存在しない県など）からの出場校のリポートを担当している。
1995 - 2019年および2023年以降の中継に出演したリポーター（☆は当時の新人アナウンサー。所属局は箇条書きがない者は当時を含めて朝日放送→朝日放送テレビ。◎は実況・選手インタビュー担当を兼務）
- 1995年：西脇亨輔☆、下平さやか☆、高橋真紀子☆（いずれもテレビ朝日）
- 1996年：川島淳☆、古澤琢☆、萩野志保子☆、吉元潤子☆（いずれもテレビ朝日）
- 1997年：勝田和宏☆、平石直之☆、川北桃子☆（いずれもテレビ朝日）
- 1998年：小木逸平☆、小松靖☆、上山千穂☆、徳永有美☆、野村真季☆（いずれもテレビ朝日）
- 1999年：進藤潤耶☆、富川悠太☆、中丸徹☆、武内絵美☆、龍円愛梨☆（いずれもテレビ朝日）
- 2000年：櫻井健介☆、石井希和☆、佐分千恵☆（いずれもテレビ朝日）
- 2001年：安西陽太☆、河野明子☆、村上祐子☆（いずれもテレビ朝日）
- 2002年：清水俊輔☆、吉野真治☆、松尾由美子☆（いずれもテレビ朝日）
- 2003年：川松真一朗☆、市川寛子☆、大木優紀☆、前田有紀☆（いずれもテレビ朝日）
- 2004年：佐々木亮太☆、上宮菜々子☆、堂真理子☆（いずれもテレビ朝日）
- 2005年：高野純一☆、高橋大作☆、中村昭治☆、久保田直子☆、矢島悠子☆（高野・高橋以外はテレビ朝日）
- 2006年：高野純一、高橋大作、田中花子、乾麻梨子☆、中村昭治、加藤泰平☆、島本真衣☆（中村・加藤・島本はテレビ朝日）
- 2007年：高野純一◎、竹野康治郎☆、乾麻梨子、堀友理子☆、大西洋平☆、野上慎平☆、小川彩佳☆（大西・野上・小川はテレビ朝日）
- 2008年：竹野康治郎、北村真平☆、桂紗綾☆、高橋大作、乾麻梨子、竹内由恵☆、本間智恵☆、八木麻紗子☆（竹内・本間・八木はテレビ朝日）
- 2009年：横山太一☆、八塚彩美☆、北村真平、高橋大作、乾麻梨子、板倉朋希☆、三上大樹☆（板倉・三上はテレビ朝日）
- 2010年：角野友紀☆、塚本麻里衣☆、横山太一、桂紗綾、北村真平、高橋大作、菅原知弘☆、寺川俊平☆、森葉子☆（菅原・寺川・森はテレビ朝日）
- 2011年：角野友紀、塚本麻里衣、横山太一◎、古川昌希☆、平岩康佑☆、斎藤康貴☆、青山愛☆、寺川俊平（斎藤・青山・寺川はテレビ朝日）
- 2012年：北村真平、古川昌希、平岩康佑、斎藤真美☆、久冨慶子☆、宇佐美佑果☆（久冨・宇佐美はテレビ朝日）
- 2013年：角野友紀、平岩康佑◎、斎藤真美、北條瑛祐☆、大野聡美☆、林美沙希☆、弘中綾香☆（林・弘中はテレビ朝日）

※うち2008年～2010年の高橋と乾は、他の朝日放送（当時）勢3名のスケジュールに応じての登場のようで、出番は少なかった。
- 2014年：北條瑛祐、大野聡美、川添佳穂☆、ヒロド歩美☆、草薙和輝☆（テレビ朝日）

※川添・ヒロドは、同年度の『速報!甲子園への道』で朝日放送（当時）側のキャスターを担当。
- 2015年：福井治人☆、山崎弘喜☆、山木翔遥☆、池谷麻依☆、紀真耶☆、田中萌☆（池谷・紀・田中はテレビ朝日）
- 2016年：北條瑛祐◎、大野聡美、川添佳穂、福井治人◎、小西陸斗☆、澤田有也佳☆
- 2017年：大野聡美、川添佳穂、澤田有也佳、津田理帆☆、小西陸斗◎、井澤健太朗☆（テレビ朝日）
- 2018年：澤田有也佳、小西陸斗、津田理帆、佐藤修平☆、住田紗里☆、柳下圭佑☆、並木万里菜☆（住田・柳下・並木はテレビ朝日）
- 2019年：津田理帆、佐藤修平、増田紗織☆、布施宏倖☆、仁科健吾☆（布施・仁科はテレビ朝日）
- 2023年：福戸あや、平野康太郎◎、小櫃裕太郎☆、大仁田美咲☆

※福戸・平野は2022年の入社で、福戸は同年から『甲子園への道』のキャスター、平野は2023年の第105回記念大会からラジオ中継の実況も担当。準々決勝と準決勝では、1試合分のリポートを同期入社組（福戸・平野か小櫃・大仁田）で交互に賄っていた。決勝では、大仁田と小櫃が担当。
- 2024年：福戸あや、平野康太郎◎、小櫃裕太郎、大仁田美咲、中村想人☆、大石紗椰☆

※3回戦では他のテレビ朝日系列局のアナウンサーと交互に担当していたが、準々決勝以降は、前年に続いて朝日放送テレビのアナウンサーだけでリポートを賄っていた。決勝では、中村と大石が担当。
朝日放送テレビ・テレビ朝日以外の系列局から2009年以降に出演したリポーター（☆は当時の新人アナウンサー。所属局は当時）
- 2009年：棚原勝也（琉球朝日放送）、依田英将☆（北海道テレビ）、橋口侑佳（熊本朝日放送）、坂本洋子（福島放送）、鈴木理加☆（鹿児島放送）
- 2010年：坂本佳子（青森朝日放送）、冨田和☆（山口朝日放送）、菊地友弘（北海道テレビ）、山田幸美（広島ホームテレビ）、猪俣理恵（福島放送）、鈴木理加（鹿児島放送）、恩田琴江（北陸朝日放送）
- 2011年：安藤桂子（福島放送）、森直美（静岡朝日テレビ）、山田幸美（広島ホームテレビ）、金沢歩☆（メ〜テレ）、濱田隼平☆（山口朝日放送）、上野雅美（北陸朝日放送）
- 2012年：村田智啓（静岡朝日テレビ）、山田幸美（広島ホームテレビ）、坂口愛美☆（愛媛朝日テレビ）、嶋田健吾、濱田隼平（山口朝日放送）、上坂嵩☆（メ〜テレ）
- 2013年：田中麻耶☆（メ〜テレ）、室岡里美（北海道テレビ）、坂口愛美（愛媛朝日テレビ）、山田幸美（広島ホームテレビ）、出原大樹☆（静岡朝日テレビ）、佐藤優（山形テレビ）
- 2014年：田中麻耶（メ〜テレ）、森直美（静岡朝日テレビ）、楢崎瑞（山口朝日放送）、大重麻衣☆（広島ホームテレビ）、吉田一平☆（長野朝日放送）、福田太郎☆（北海道テレビ）、飯田麻菜美（福島放送）、吉井万結（愛媛朝日テレビ）、加田晶子（青森朝日放送）
- 2015年：五十幡裕介（北海道テレビ）、濱田隼（メ〜テレ）、吉弘翔（広島ホームテレビ）、吉井万結（愛媛朝日テレビ）、浅野航平（山口朝日放送）、落合由佳（青森朝日放送）
- 2016年：稲葉千秋☆（青森朝日放送）、伊豆蔵将太☆（メ〜テレ）、中西希☆（広島ホームテレビ）、野川諭生☆（新潟テレビ21）、速水里彩（愛媛朝日テレビ）、佐野伶莉☆（静岡朝日テレビ）、柴田理美（熊本朝日放送）
- 2017年：坂野栄信（広島ホームテレビ）、福永裕梨☆（北海道テレビ）、中村かさね（青森朝日放送）、大堀結衣☆（愛媛朝日テレビ）、宮崎玲衣☆（静岡朝日テレビ）、伊豆蔵将太（メ〜テレ）、山崎聡子（福島放送）、辻紗樹、信長ゆかり☆（いずれも瀬戸内海放送）、上田正恵（熊本朝日放送）
- 2018年：大堀結衣（愛媛朝日テレビ）、齋藤恵梨☆（新潟テレビ21）、和田侑也☆（九州朝日放送）、信長ゆかり、石井俊大[注 60]（いずれも瀬戸内海放送）、出世凪沙☆（鹿児島放送）、住吉香音（熊本朝日放送）、伊豆蔵将太、島津咲苗（いずれもメ〜テレ）、澤田愛美☆（青森朝日放送）、坂寄直希（福島放送）、斉藤亜緒衣☆（広島ホームテレビ）、須藤誠人☆、宮崎玲衣（いずれも静岡朝日テレビ）
- 2019年：坂口愛美[注 61]（愛媛朝日テレビ）、齋藤恵梨（新潟テレビ21）、宮崎玲衣、須藤誠人（いずれも静岡朝日テレビ）、住吉香音（熊本朝日放送）、澤田愛美（青森朝日放送）、近藤あずみ[注 62]（広島ホームテレビ）、島貫凌☆、南雲穂波☆（いずれもメ〜テレ）、中野希友未☆（長野朝日放送）
- 2024年：富沢菜々（新潟テレビ21）、川崎秀斗（愛媛朝日テレビ）、大財英寿☆（メ〜テレ）、鍜治谷琴音☆（福島放送）

※2023年から「燃えろ!ねったまアルプス」が準決勝以降の全試合で再開されたことを受けて、2024年から3回戦の一部で派遣を再開。
テレビ朝日が複数の新人アナウンサーを採用していても、以下の事情で新人アナウンサーを一切派遣できなかった年や、大会の前半と後半で派遣者を入れ替えた年も存在する。このような年には、朝日放送→朝日放送テレビから入社2・3年目のアナウンサーをリポーターに加えることで対応していた。
- 2004年度のテレビ朝日新人アナウンサーだった堂真理子は『ミュージックステーション』を担当していたため、その年の大会期間中、常時関西滞在が出来なかった（ある週の金曜は午前中はSUNSUNリポート、夜は『Mステ』の仕事をこなした）。
- 2006年度の「SUNSUNリポート」は、基本的に上記7名で担当。島本についてはパンパシフィック水泳選手権中継の担当と重なることから、大会前半（2回戦まで）のみを担当し、後半（3回戦 - 準決勝）は、入社2年目の中村が2年連続で担当することになった（加藤は全日程に渡って担当）。しかし中村も、決勝当日及びその翌日の再試合は、東京都国分寺市の早稲田実業学校からの中継リポーターを担当したため、両日の「SUNSUNリポート」は、朝日放送（当時）側（駒大苫小牧担当）が高野・乾のコンビだったのに対し、テレビ朝日側（早稲田実業担当）は加藤の単独担当になった。その他、本来実況班である田野和彦が担当したこともあるほか、当時『おはよう朝日です』でアシスタントを務めていた喜多ゆかりも1度だけ担当した。
- 2009年度は、テレビ朝日側の新人4名のうち女性2名が入社後すぐ帯番組（宇賀なつみ『報道ステーション』[注 63]・加藤真輝子『やじうまプラス』）へレギュラー出演となったため、当該アナウンサーは中継に参加できず、テレビ朝日側からのリポーターに人員不足が生じた。
- 2013年度には、テレビ朝日の竹内由恵・森葉子と共に『速報!甲子園への道』のキャスターを務めた角野・斎藤が「甲子園スタジオ」担当との兼任扱い、この年からスポーツアナウンサーとしての活動を開始した平岩が選手インタビュー・ラジオ中継実況担当との兼務扱いで出演することもあった。
- 2014年度には、テレビ朝日へ入社したアナウンサー（男女各1名）のうち、山本雪乃を同年度の『熱闘甲子園』キャスターに抜擢。山本を同番組の取材・進行に専念させる関係で、テレビ朝日からは同期の草薙をリポーターとして派遣した。
- 2015年度には、テレビ朝日へ入社したアナウンサー5名（男性2名・女性3名）のうち、男性アナウンサーの山崎・山木が決勝まで中継に出演（決勝では東海大相模側のリポートを2人で担当）。女性アナウンサーでは、池谷 → 紀 → 田中の順で、交互にリポーターを務めた（決勝では仙台育英側のリポートを田中と朝日放送〈当時〉の福井治人とで担当）。
- 2016年度には、テレビ朝日へ入社したアナウンサー（桝田沙也香・森川夕貴）がいずれも、平日の全国ネット・生放送番組（桝田：『ワイド!スクランブル』、森川：『報道ステーション』）で入社当初から気象キャスターを担当しているため不参加。また、大会期間がリオデジャネイロオリンピックと重なることなどから、朝日放送（当時）側からのリポーターを例年より増員。決勝では、新人アナウンサーの澤田が作新学院側、小西が北海側のリポートを担当した。
- 2017年度には、テレビ朝日へ入社したアナウンサー3名（男性1名・女性2名）のうち、男性アナウンサーの井澤が出演した一方、女性アナウンサー（林美桜・三谷紬）は不参加。
- 2018年度には、テレビ朝日へ入社した3名のアナウンサー（住田・柳下・並木）を、大会の前半から全員揃って派遣している。
- 2019年度には、テレビ朝日へ入社したアナウンサー4名（男性2名・女性2名）のうち、男性アナウンサーの布施・仁科が出演した一方、女性アナウンサー（斎藤ちはる・下村彩里、このうち斎藤は入社当日から『モーニングショー』のアシスタントを担当）は不参加。

テレビ朝日では、「燃えろ!ねったまアルプス」の放送を3年振りに再開した2023年以降も、新卒扱いのアナウンサーを毎年若干名採用している。ただし、再開後の中継では、リポーターの派遣を完全に見送っている。
備考
NHKのテレビ中継でも、1988 - 1990年と2018年・2019年に、出場校の地元にある放送局からアナウンサーや契約キャスターを「ふるさとリポーター」として派遣。「ふるさとリポート」と称して、試合前や試合中にアルプススタンドからのリポートを挿入していた。2020年の交流試合中継と2021年の本大会中継で地元局からの派遣やリポートの放送を見合わせていたが、2022年の本大会中継から「ふるさとリポート」を条件付きで再開。

### ふるさと応援実況
一部のテレビ朝日系列局と独立局（群馬テレビや岐阜放送など）では、1995年から2018年まで、地元の代表校の試合（準決勝まで）の中継に合わせて「ふるさと応援実況」を随時実施していた。
中継の映像は朝日放送テレビ版とは異なり、応援実況用のカメラがバックネット裏の放送席付近と一塁側内野席にあり、その映像も織り交ぜて放送される（一部カメラ映像は朝日放送テレビ版と共用。「SUNSUNリポート」の部分は差し替え）。また、応援実況に登場するゲスト解説者と実況アナウンサーは、実施局から派遣されている。
番組開始時点で一つ前の試合が続いている場合は、その試合で展開されている応援実況をネットするか、朝日放送テレビの実況（アナウンサーによる飛び乗りの挨拶がある）もしくは試合が始まるまでスタジオに待機しているアナウンサーが地方大会や前回の戦いぶりを振り返る局もある。ただし実況をネットした場合、CMゾーンは別カメラ映像に差し替えられ、その間は地方局向けに実況を続行するか、独自にCMを挿入する。
しかし、BS朝日を通じて朝日放送テレビの中継を全国一斉に視聴できるようになったことなどから、2000年代の後半以降はふるさと応援実況を実施する系列局が段階的に減少。1995年から2007年まで応援実況を実施していた広島ホームテレビでは、朝日放送テレビからのネット受け再開（2008年）を経て、2009年から中継の放送自体を取り止めている。2008年まで応援実況を実施していた局も、2009年は全局で朝日放送からのネット受けに変更。福島放送・鹿児島放送では、2010年に応援実況を一度再開したものの、2011年以降は朝日放送テレビのネット受けに戻った。その後も、長崎文化放送では2011年、長野朝日放送・瀬戸内海放送では2012年、福島放送・鹿児島放送では2013年、琉球朝日放送では2014年以降それぞれ朝日放送テレビからのネット受けによる中継自体を取り止める。このため、2012年から愛媛朝日テレビだけがふるさと応援実況を続けていたが、2018年で終了した。
なお、テレビ朝日系列ながらクロスネット局の福井放送は、2014年の決勝戦中継まで朝日放送テレビの実況をそのまま放送。2015年以降は中継自体を見送っている。また、テレビ宮崎では中継を実施していない。

### テレビ朝日での事例
テレビ朝日では、1980年頃まで関東地方の代表校の試合を中心に午後のローカル枠で放送した他、テレビ神奈川と提携して朝日放送テレビに準じてリレー中継を実施した事もあった。その後は準決勝も一部中継（関東勢の登場の有無は問わず。14,15時台＝放送時間延長なし、ただし1990年代前半までは延長をしていた）していたが、2005年を最後に取り止めている（2004年もアテネオリンピック中継により放送無し）。
また、1980年代前半頃には『ANNニュースライナー』内で1～2分程度の生中継を実施したこともあった。その名残で2008年までは昼の『ANNニュース』は途中経過も詳細に伝えていた。夕方のニュース番組では、大会期間中全国放送枠の18時前後に朝日放送のスタジオから結果を伝えていたが、その時も生中継を行う事があった。また、決勝戦が行われた日は優勝校の宿舎から中継が入り、インタビューを行っていた。
2015年（第97回）以降の決勝戦中継がローカルセールス枠に変更となったことから、2014年までは毎年全国放送されていた決勝戦のネットを、2015年はテレビ朝日のみ見送った。2016年（第98回）以降、テレビ朝日以外の同系列フルネット局の大半でも各局の編成の都合もあり、決勝戦のネットを見送る所が多くなっている（先述）、ただし、BS朝日で地上波との同時ネットで放送しているため実質上は視聴可能となっている。

### 衛星放送の場合
1988年に初めてハイビジョンでの生中継（試験放送）を実施し、1992年から2000年まではハイビジョン試験放送で中継をしていた。実況は独自のもので（地上波テレビ・ラジオ放送とは別の人物が担当）、解説者は開会式と準々決勝以降に登場した。試験放送のためCMを放送出来ず、イニングチェンジ中はスコアーボードと「Hi-Vision ABC」のロゴが映し出されていた。ハイビジョン試験放送開始当初は一日の放送が高校野球中継しか編成されず、中継が終わると試験放送自体も放送終了していた。中継が早終了すると環境映像のフィラーを流していた。
BSデジタル放送では、BS朝日が本放送開始（2000年12月1日）の翌年・2001年から全試合を試合終了まで生中継している（2001年は独自編成で一部カメラを地上波中継と共用。2002年から地上波と同時放送）。CS放送はスカイ・Aスポーツプラスが「サテライトABC（ch.O<チャネル・オー>）」として開局した1990年より、毎年夕方から（現在は18:00、プロ野球・Jリーグ中継のある日はそれの終了後から）翌日の朝にかけて、当日に行われた地上波の中継を全試合ノーカットで録画中継している。これにより、それまでは事実上『熱闘甲子園』や記録映像のためだけの実況となっていた18時台以降の箇所の実況中継も、BS・CSを通じて視聴できるようになった。
なお、スカイ・Aは1995年の第77回から2000年の第82回まで、ハイビジョン試験放送の映像を利用して生中継で放送されており、生中継後に再放送となる録画中継があるため、1日中高校野球のみという編成になっていた時代もある。なお、2001年の第83回以降の衛星での生中継は、先述のBS朝日に引き継がれた。また、NHK衛星第2テレビジョンでも1997年の第79回以前は並列放送を、それ以降は開会式と決勝、東京都（東・西）、沖縄県代表校が出場する時間帯のみ行われていたが、2010年の第92回を最後に、デジタル統一化に伴うチャンネル再編で並列放送が廃止になった。NHKの地上波では平日・土曜の8時開始の試合では頭の15分を中継しない（連続テレビ小説とおかあさんといっしょを優先させるため）ため、BS朝日での放送が唯一の完全中継となる。
2013年から準々決勝が1日4試合一括開催、その翌日に休養日（3日以上中止・延期が生じた場合は休養なし）が設けられる日程になったが、スカイ・Aでの放送は従来と同じく、準々決勝を当日に第1・2試合、翌日の休養日に第3・4試合とに分けて放送している。なお『熱闘甲子園』は2013・14年度は準決勝当日の朝に再放送していたが、2015年度以後は休養日の朝に放送されるため、第3・4試合はCS視聴者にはネタバレになる。また年度によっては決勝戦を当日の夜に放送せず、翌日、または後日に改めて初回放送する場合もある
またスカイ・Aでは地方大会について、2012年まで決勝戦全試合（一部裏送り、自主製作あり）をノーカット放送（原則として数日後に録画中継）する企画が大会直前に行われていたが、地方大会の放送が大幅に縮小される傾向から、全部の地方大会を網羅しきれなくなったため2013年からはノーカット中継は廃止したが、その代わりとして大会直前に全地方大会決勝のダイジェストを紹介する生放送の特番、『速報!甲子園への道』の一挙放送などで代替している。
衛星放送の中継では、地上波でのテレビ中継と違って、冠スポンサーが長らく付かなかった。BS朝日では、2012年の第94回から2014年の第96回までアンダーアーマー、2016年の第98回以降は（選手権大会が開催されなかった2020年をはさんで）全農、2024年度はタマホームが同局独自の「プラチナスポンサー」として冠スポンサーになっている。なお、BS朝日では2020年の甲子園交流試合でも全試合を中継したが、この中継では冠スポンサーを付けずに放送している。
2015年から2017年までは準決勝と決勝の合計3試合を地上波などとは別に4K試験放送を実施した。BS朝日4Kでは、2019年に決勝のみ、2021年から全試合を4Kオリジナル映像で中継している。
なお、BS朝日では2Kチャンネルでの放送を2021年で終了し、2022年以降は4K画質の中継を4Kチャンネルのみで全試合放送する体制に移行した。BS朝日を含むBSデジタル放送を受信できる環境でBSデジタル放送対応の受像機を設置していても、4K放送対応のチューナーを搭載した機種か、4K対応のチューナー（またはチューナーを内蔵したハードディスクレコーダー）に接続した機種でなければ、2022年以降はBS朝日発の中継を視聴することができない。

### 放送メディア以外での映像配信
中継の映像は、甲子園球場内の喫煙所等に設けられたモニターでも流されるほか、1997年からインターネットでもライブストリーミング配信（2016年までは朝日放送の公式ウェブサイト、2017年は朝日新聞社と朝日放送による共同事業として朝日新聞社の公式ウェブサイト内の特設サイト「バーチャル高校野球」内、2018年からはスポーツブル内で配信）が行われている。同サイトではダイジェスト動画やインタビュー動画も見ることが出来る。また、2007年まではNTT西日本のフレッツユーザー向けコンテンツサイト「フレッツ・スクウェア」上でもテレビ映像の動画配信が行われていた。尚、ネット配信版は、権利上の関係からか、2014年までは実況、解説以外の球場音声はテレビ中継のものと比べボリュームが極端に小さくなっており2013年までは校歌斉唱部分も無音になっていた（2012年まで各試合の校歌斉唱部分の前で配信が終了、その後は選手インタビューまで配信していた時期があり、現在は各試合のエンディングまで配信）。球場内放送版と2014年までのネット配信版についてはCMがないため、地上波放送中のCMゾーンではワイプCMの背景のみが流され、地上波放送がない間のCMゾーンではフィラー的なカメラ映像（球場全景、夕暮れをバックにした照明塔、イニングが終わった後の選手の様子など）が流れている。2015年からネット配信版は外野から、2023年はバックネット裏中段からのカメラで、球場全景を映している。

#### バーチャル高校野球
2015年に朝日新聞社と朝日放送（旧社）が、「高校野球をいつでも楽しめるように」と企画されたポータルサービス。選手権全国大会はもとより、主要地方大会をANN各系列局などとの協力により配信するだけでなく、国民体育大会、明治神宮野球大会など、日本高等学校野球連盟が主催する公式戦をライブ配信（多くは無料）や、有料によるオンデマンド配信を提供している。2022年からはスポーツブルやYahoo! JAPANのスポーツナビで、2023年のみ前二者に加えてABEMAもバーチャル高校野球を扱っていた。
2023年大会からは地方大会全試合の中継配信も実施しており、この年に配信した総試合数が3482試合に達し、「単一スポーツチャンピオンシップをプラットフォームでライブストリームした試合数」の最多配信記録としてギネス世界記録の認定を受けたことが2024年6月に発表された。

### 全国高校女子硬式野球選手権大会の中継
2021年の第103回全国高等学校野球選手権大会期間中に第25回全国高等学校女子硬式野球選手権大会の決勝（神戸弘陵学園対高知中央）を甲子園球場で開催することが両大会の開幕前に決まったことを受けて、朝日放送では第103回男子選手権本大会の中継と並行しながら、女子選手権大会決勝の中継映像を第25回大会の決勝で初めて制作した（実況：北條瑛祐、ゲスト：片岡安祐美＜茨城ゴールデンゴールズ監督＞・上田怜＜京都両洋高校女子硬式野球部監督＞）。当初の日程では決勝の開始時刻が8月22日（男子選手権大会の休養日）の14:00に予定されていたため、朝日放送テレビでは地上波での生中継と「バーチャル高校野球」でのライブ配信を予定していた。しかし実際には、男子の選手権大会で雨天順延が相次いだことから、女子選手権大会決勝の開始時刻を23日の男子選手権2回戦終了後（17:00）に変更。この変更によって地上波での生中継は見送られたが、「バーチャル高校野球」でライブ配信を実施したほか、当日の『熱闘甲子園』で決勝のダイジェストを全国向けに放送した。さらに朝日放送テレビでは、武庫川女子大学の協賛によるダイジェスト番組を、24日の深夜（25日未明の3:14 - 4:14）に関西ローカルで放送。26日の19:00 - 22:00には、朝日放送テレビ制作の映像による録画中継がスカイ・Aで実施された。
全国高等学校女子硬式野球連盟では、決勝の開催日と予備日を男子の選手権本大会より前（8月第1週）に設定した2022年以降も、女子選手権大会の決勝で甲子園球場を使用。朝日放送テレビでも、テレビ中継の制作を続けている。なお、決勝の中継映像で用いられる字幕表示は、男子選手権本大会中継での仕様に準拠。中継の放送に際しては、武庫川女子大学からの特別協賛が付く一方で、開催年の「ABC夏の高校野球応援ソング」を男子選手権大会の中継や『熱闘甲子園』などの関連番組と共用している。

### 各年のテレビ中継ソング

#### 各試合のオープニング曲
- 第44回（1962年）『前向きで行こう』/坂本九（『東京五輪音頭』のB面。作詞・作曲三木鶏郎）
- 第60回（1978年）『甲子園』/ランナーズ

1977年放送の朝日放送テレビのドキュメンタリー『あゝ甲子園」の主題歌『君よ八月に熱くなれ」』好評だったため、本大会でも第63回（1981年）より堤大二郎の歌唱バージョンで採用。同時にバージョンを変えて『熱闘甲子園』『速報!甲子園への道』と共用。
- 第76回（1994年）：『Dream Forever』/TUBE（アルバム『浪漫の夏』に収録） ※前年までの『君よ八月に熱くなれ』と交互に使用
- 第77回（1995年） - 第79回（1997年）：『交差点』/安藤秀樹
- 第80回（1998年） - 第81回（1999年）：『太陽は知っている』/渡辺美里
- 第82回（2000年）：『パーフェクトワールド』/藤木直人
- 第83回（2001年）：『太陽は僕らを照らしてた』/19
- 第84回（2002年）：『願いの詩』/コブクロ

第85回以降は「ABC高校野球テーマ」として『熱闘甲子園』『速報!甲子園への道』と共用し、テレビ中継の提供クレジットでも『栄冠は君に輝く』に代わって使用（BS朝日のオープニング提供クレジットでは2004年まで『栄冠は君に輝く』が使われていた）。
- 第85回（2003年）：『SUMMER BOY』/藤井フミヤ
- 第86回（2004年）：『glory colors 〜風のトビラ〜』/ZONE(後のZONEのトリビュートアルバムの中でスフィアがカバーした。ABC高校野球中継の楽曲をカバーするのは初の試み。)

第87回以降はラジオも含めた「ABC高校野球統一テーマ曲」となり、第89回からはラジオ中継の提供クレジットでも『栄冠は君に輝く』に代わって使用。また同呼称時代はオフィスオーガスタ所属アーティストが多く起用された（第89回除く）。
- 第87回（2005年）：『奇跡』/スガシカオ
- 第88回（2006年）：『スフィアの羽根」/スキマスイッチ
- 第89回（2007年）：『両方 For You』/ウルフルズ
- 第90回（2008年）：『夏はこれからだ!』/福耳
- 第91回（2009年）：『Halation』/秦基博

第92回以降の名称は「ABC夏の高校野球応援ソング」で、2021年以降は全国高等学校女子硬式野球選手権大会決勝のテレビ中継・「バーチャル高校野球」での動画配信、2024年以降は「オーディオ高校野球」限定のジングルにも使われている。
- 第92回（2010年）：『あとひとつ』/FUNKY MONKEY BABYS
- 第93回（2011年）：『ずっとここから』/川上ジュリア（JURIAN BEAT CRISIS）
- 第94回（2012年）：『pride』/GReeeeN
- 第95回（2013年）：『ダイヤモンド』/コブクロ
- 第96回（2014年）：『オモイダマ』/関ジャニ∞
- 第97回（2015年）：『On Your Side』/Superfly
- 第98回（2016年）：『光と影の日々』/AKB48
- 第99回（2017年）：『虹』/高橋優
- 第100回（2018年）: 『夏疾風』/嵐（2020年発売のゆずのアルバム『YUZUTOWN』にセルフカバー版が収録された）
- 第101回（2019年）: 『宿命』/Official髭男dism
- 第103回（2021年）：『夢わたし』/なにわ男子
- 第104回（2022年）: 『栄光の扉』/平井大
- 第105回（2023年）: 『フォトグラフ』/EXILE ATSUSHI feat.東京スカパラダイスオーケストラホーンセクション
- 第106回（2024年）: 『ずっと好きだから』/ねぐせ。
- 第107回（2025年）: 『ノンフィクションズ』/Da-iCE

以上の楽曲は、朝日放送テレビ制作の選手権大阪大会中継でも使用。第97回の『On Your Side』からは、全国大会中継のエンディングにも流れている。CM入りの際にも流れるが、2008年までの地元校応援実況では無音となっていた。2010年からは応援実況でも流されるようになった。また、ネット局ではそのまま放送する場合と、独自のテーマ曲と併用する場合に大別される。第91回の「Halation」は、開会式中継の裏送りエンディングや、広島ホームテレビ『北斗晶の鬼嫁運動記者倶楽部 勝ちグセ。』2009年8月15日放送分のエンディングでも使われた。また、第95回以降は大会期間中限定で、阪神甲子園球場最寄り駅の阪神本線甲子園駅の列車接近メロディとしても使用される（第97回以降は向谷実が編曲を担当）。
スカイ・A Sports+の録画中継ではオープニング曲は放送されず、オリジナルのタイトル画の後（第90回は朝日放送テレビ、BS朝日と同じものを使用）、両校選手がホームベース前に整列するシーンからの放送となる（ただし第88回の決勝(本割)は地上波の全国ネット生中継開始が12:55で、曲中に両校選手の整列があったためか、特例で『スフィアの羽根』が放送された）。2014年からはCM入りの際に流れるが、オープニングでは放送しなかった。
テレビ・ラジオともに中継番組で競合関係にあるNHKでも、『歌謡スクランブル』『ごごカフェ』などのラジオ番組や、当該歌手が出演したテレビの歌番組で放送および歌唱や、『NHKのど自慢』出場者による歌唱が行われた例がある。特に2010年の『あとひとつ』や2014年の『オモイダマ』は『NHK紅白歌合戦』で、2021年の『夢わたし』は『わが心の大阪メロディー』で歌唱された。
全国高等学校野球選手権大会に代わって甲子園高校野球交流試合を中継した2020年には、メンバーに高校野球の経験者がいるベリーグッドマンを「2020ABC高校野球パワーソングアーティスト」に起用するとともに、書き下ろし曲の『Dreamer』を交流試合の中継・関連番組で使用している。

#### 各試合のエンディングテーマ曲
1981年から1986年までは『君よ八月に熱くなれ』のトランペット・ソロバージョンを流していたが、1987年より2014年まで関西在住のシンガーソングライターである西浦達雄の曲がオンエアされており、西浦の歌声を「夏の風物詩」と評する視聴者も多く、現在まで高い人気を誇っている（1994年には前述の『Dream Forever』も、西浦の曲と使い分けてEDに使用されたが、定着しなかった）。
以下は、エンディングテーマに採用された西浦の楽曲。西浦の歌唱曲では、第90回～第95回の決勝戦中継で『君よ八月に熱くなれ』、第90回の決勝戦中継前座コーナーで『栄冠は君に輝く』も流れた。
- 第69回（1987年） - 第71回（1989年）：『手の中の青春』
- 第72回（1990年） - 第76回（1994年）・第93回（2011年）：『瞬間』（とき）
- 第77回（1995年） - 第79回（1997年）：『風の色』
- 第80回（1998年） - 第81回（1999年）：『迷わずに』
- 第82回（2000年）：『オレたちの純情』（同年の『速報!甲子園への道』のテーマとしても使用）
- 第83回（2001年） - 第85回（2003年）：『そうだろう…』
- 第86回（2004年） - 第88回（2006年）：『願いの向こうに…』
- 第89回（2007年） - 第90回（2008年）：『やさしさにかわるまで…』
- 第91回（2009年） - 第92回（2010年）：『はじまりの瞬間…』
- 第94回（2012年）：『大空のしずく」』
- 第95回（2013年） - 第96回（2014年）：『その瞬間（とき）…思いを胸に』

ちなみに西浦は、第96回大会直前の2014年7月18日に、同大会限りでエンディングテーマ用の楽曲提供を終了することを公表した。この回の決勝戦中継では、『その瞬間（とき）…思いを胸に』をオープニング・エンディングの両方で使用。第97回大会からは、前述のABC夏の高校野球応援ソングをエンディングテーマ曲に充てている。ただし、朝日放送テレビおよびリレー中継局のみで放送されるインターバルゾーン内の「夏のあとがき」（放送前日の試合に出場した代表校への密着取材特集）では、『願いの向こうに…』や『瞬間』を流している。
夏季休暇（旧盆）最終日（8月16日、ただしこの日が金曜日の場合は8月18日、土曜日の場合は8月17日、日曜日の場合は8月16日）の最終試合中継のエンディングを見て、いわゆるサザエさん症候群になる視聴者もいると言われている。

### ねったまくん
番組内で使用されるイメージキャラクターで、デザインは朝日放送（現：朝日放送テレビ・朝日放送ラジオ）の初代マスコットキャラクター・キュキュと同じく寄藤文平。「ねったま」は「熱球」に由来する。2003年から使用されている。左投げ・左打ちである。
名前は社員募集され、朝日放送テレビアナウンサーの武田和歌子と、別の社員が偶然同じ名前「ねったま」を出しそれが採用された。

#### デザイン
硬球の頭に赤いつばの白の野球帽を被り、赤のストッキングとアンダーシャツ、白のユニフォームを着用。口のところが縫い目に相当する。左から投げるボールは赤い炎をあげて燃えるまさしく「熱球」。高野連のロゴを意識したのか、赤・白のツートンカラーである。2014年（第96回）には応援ソングを歌うアーティストの関ジャニ∞とコラボの限定色、いつものねったまくんに加え、ねったまブルー、ねったまグリーン、ねったまイエロー、ねったまパープル、ねったまオレンジ、ねったまブラックが登場。

#### 使用用途
- 放送での使用

現在の大会中継では、イニング間のCM枠明けの提供テロップと同時に「ねったまくんじゃんけん」が挿入される。また、2007年から効果音が入っている。なお、たまにじゃんけんが成立しない場合もある（手品用の帽子からハトを出す、第90回記念大会の時はくす玉から「祝90回」の垂れ幕が出てくる、ねったまくんの大群が出てくるなど）。
2018年の中継まで地上波向けに設定していた甲子園スタジオから放送のインターバルゾーンでは、不定期で「ねったまくん」の着ぐるみが登場していた。
朝日放送が新しいマスコットキャラクター「エビシー」を登場させた2015年以降の放送では、「ねったまくん」と「エビシー」のコラボレーションアニメ映像を「ねったまじゃんけん」へ挿入させることや、「エビシー」の着ぐるみがインターバルゾーンに単独で姿を現すこともある。
制作局の朝日放送テレビでは、大会の開催期間中のみ、データ放送のトップ画面を「エビシー」から「ねったまくん」によるデザインに差し替えている。データ放送でも「勝ち＝1勝、負け／あいこ＝0勝、（じゃんけんとは関係のない上記のアニメ映像が流れる）スペシャル＝1勝」という条件で視聴者が「ねったまじゃんけん」に挑戦できるようになっていて、2021年までは「ねったまじゃんけんランキング」（データ放送で蓄積される通算成績のデータに基づく企画）や、「ねったまじゃんけん」参加者向けのプレゼント企画も実施していた。
- 放送以外での使用

2005年の高校野球期間中、甲子園球場内・甲子園スタジオ横には、地上デジタル放送を体感できる「ねったまくんブース」が設けられた。

### ナビゲーター
高校野球のPRを目的に、開会式のテレビ中継や、朝日放送テレビ・朝日放送ラジオが制作に関与する高校野球関連のテレビ・ラジオ番組（『速報!甲子園への道』『熱闘甲子園』など）に出演。スポットCM「高校野球はABC」にイメージキャラクターとして登場したり、『熱闘甲子園』のスタジオから前枠番組『報道ステーション』（テレビ朝日制作）のスポーツコーナーに出演したりすることもある。2018年までは、テレビ中継の合間に甲子園球場内の特設スタジオ（後述）から放送していた「インターバルゾーン」にも随時登場。
- 小泉孝太郎（2008年、熱闘高校野球ナビゲーター）
- 栗山英樹（2009 - 2011年、熱闘高校野球ナビゲーター、テレビ朝日・TBSラジオ プロ野球解説者兼、現：北海道日本ハムファイターズ監督）
- 川上ジュリア（2011年、熱闘高校野球女子マネジャー） ※シンガーソングライターで、起用時点では現役の高校生でもあったため、同世代の視点から高校野球を盛り上げていた。
- 工藤公康（2012 - 2014年、熱闘高校野球ナビゲーター、テレビ朝日・文化放送プロ野球解説者兼、現：福岡ソフトバンクホークス監督）
- 古田敦也（2015年 -  、熱闘高校野球ナビゲーター 、元東京ヤクルトスワローズ捕手・監督）
  - 「インターバルゾーン」撤廃後の2019年以降は、前述したミニドラマにも出演。
  - 2021年までは開会式や一部の試合（主に決勝）の中継にゲストで随時招かれていたが、斎藤佑樹が「バーチャル高校野球」のフィールドディレクターに就任した2022年には、古田に代わって斎藤がゲストで出演。さらに、新型コロナウイルスへの感染が準決勝の前日（大会の休養日）に確認されたことを受けて、準決勝以降の試合中継や『熱闘甲子園』『サンデーLIVE!!』への出演を見合わせた。
- 相葉雅紀（2018年、第100回記念スペシャルナビゲーター、嵐）[31]

### 放送席
プロ野球（阪神タイガース主催試合）と同様にバックネット裏に中継席が設けられているが、プロ野球と若干違う点がある。
- プロ野球では特にセットを設えていないが（周囲の観客が映りこまないように『スーパーベースボール』のタイトルロゴが描かれたブラインドが設置されている[注 91]）、高校野球の場合は大会公式ポスターが放送席の後方や側面に数枚貼り付けられている。現在はその年度の大会スローガンが大きく書かれたパネルも設置してある。
- 高校野球中継では長らくスタンドマイクロフォン（テーブルマイクロフォン）を使用してきたが、2010年からはプロ野球中継と同じインカム（ヘッドセットマイク）を使用している[注 92]。

### その他
- テレビ中継において、朝日放送テレビとBS朝日では試合終了が中継予定終了時刻より早く終了した場合、一部独立放送局では中継終了から定時番組までのつなぎに、フィラー番組として短編映画『全国高校野球選手権大会の記録』を放送している。なお、このフィラー番組は（1本15分）基本的に各開催日ごとのダイジェスト映像を収録しており、前年度の大会記録を放送しているが、大会後半（準々決勝以後）に関しては、当該年度前半戦の記録を放送する場合もある。また、BS朝日の場合はフィラー番組のほか、テレビ朝日のスタジオからニュース・天気予報（気象情報）を放送することもある。
- 朝日放送テレビおよびリレー中継局では、前述のインターバルゾーンから試合の中継へ移るタイミングで、過去の大会での著名選手・名シーンを収めた記録映像の1つを15秒に編集した『甲子園とともに…～夏の記憶～』を挿入している。
- 1968年の第50回記念大会開催に際し、『ABCスポーツショー』という番組で記録映画の大会史が2本（戦前編・戦後編）放送され、その後増補版として第50回-第54回の模様を収録した『熱球・この半世紀』（1972年）という作品が追加された。また1978年には更に第60回大会を記念した『60回目の夏 逆転の甲子園』と銘打った作品も製作・放送された。以上は2011年スカイ・Aでシリーズ『特集・夏の甲子園～熱闘の系譜～』と題して再放送されている。
- 2016年6月から『プレイバック高校野球』（有料会員制）で2005年以降の全試合を配信していたが、2017年末をもってサービス終了した。
  - 2016年3月まではABC動画倶楽部（有料会員制）で、『夏の甲子園・あの名勝負を再び 』と題して、インターネットから過去の大会からの名勝負をセレクトした動画配信を行っていた。これらはABC動画倶楽部開設前にも2008年の第90回記念大会期間中に有料配信されていた。
- BS朝日では2012年から2014年までアンダーアーマーが冠スポンサーとして協賛し、「アンダーアーマースポーツスペシャル」として放送され[32]（かつての地上波のメインスポンサーだった湯浅電池グループ（1961年、1962年）、住友グループ（1963年 - 1994年）とは違い、一社提供ではない）、2016年からは全農が冠スポンサーで協賛し、「全農スポーツスペシャル」として放送している（前述に同じく一社提供ではない）。

#### 「高校野球100年」に関する特別企画・番組 (2015年)
- 前身の第1回全国中等学校野球選手権大会の開催から100年目に当たる2015年の中継では、「高校野球100年」と銘打って、以下のような趣向を凝らしたり前座番組を放送したりしていた。
  - （朝日放送テレビからのリレー分を含む）中継のオープニングでは、阪神甲子園球場のマウンド上から見たバックネット裏（銀傘下）のスタンドのCG映像を背景に、「高校野球100年」→　『第97回全国高等学校選手権野球大会中継』の順でタイトルロゴを表示した。その後には、提供クレジット→ 中継スポンサーの30秒CM2本をはさんで、『On Your Side』（2015年ABC高校野球応援ソング）を流しながら本編のオープニングムービーを放送。このムービーには、同曲の歌詞を字幕で表示するとともに、以下の映像や写真を編集で組み合わせていた。
    - 甲子園球場のマウンド・スコアボード・正面入口（内野6号門付近）の外観およびダイヤモンドの空撮映像
    - 過去の大会とプロ野球で活躍した著名選手（王貞治・江川卓・荒木大輔・桑田真澄・清原和博・松井秀喜・松坂大輔・田中将大・藤浪晋太郎）が、現役の高校生として大会に出場した際のプレー映像。
    - 全国中等学校野球選手権大会の模様を記録したモノクロ写真・映像（第1回大会の始球式など）
    - 箕島対星稜延長18回・第78回大会決勝（奇跡のバックホーム）・第88回大会決勝（延長15回引き分け再試合）・第92回大会決勝（興南高校が沖縄県代表では初めての春夏連覇）のダイジェスト映像
    - （大会1日目を除いて）前日の試合のダイジェスト映像

  - 朝日放送テレビでは、第1試合の開始予定時刻を9:30に設定していた8月10日（月曜日）と14日（金曜日）に、以下の内容で『新たな夏、プレーボール。高校野球100年スペシャル』を8:00 - 9:15に関西ローカルで放送。高校野球ナビゲーターの古田と、甲子園スタジオキャスターのヒロド・北條が同スタジオから出演した。
    - 「私と高校野球」（過去の大会で活躍した選手、高校野球と縁の深い著名人、高校生時代に大会の中継へ出演した著名人へのVTRインタビュー）
      - 8月10日：松井秀喜、佐々木孝介、森友哉、佐藤隆太
      - 8月14日：島袋洋奨、相武紗季（詳細後述）

    - 前日までの試合のダイジェスト（古田が解説を担当）
    - 「年代別　名シーン」（10年単位で年代別に放送）
    - 特集（甲子園球場アルプススタンドでの応援の歴史や、高校球児の肩や肘を故障から守る取り組みなどを紹介）
    - 当日の試合予定・見どころの紹介
    - 以下の企画は、8月14日にのみ放送。
      - 「雑学甲子園」（甲子園球場に関する雑学の紹介）
      - 「歴代高校野球応援ソング」（前述の85回～96回大会応援ソングを、当該回の決勝戦のダイジェスト映像とともに紹介）

#### 関連DVD作品
- 『夏の甲子園・不滅の名勝負』（全10巻 企画・制作=朝日新聞社・朝日放送テレビ）2003年の第85回記念大会の開催を記念して制作した。前年2002年第84回大会までの数々の名勝負を時代別に収録。VHS版もあり
- 『夏の甲子園03〜07・不滅の名勝負』上述作品の事実上の続編として2008年90回記念大会時に製作。2003年・第85回記念大会から2007年・第89回大会までの名勝負の数々を振り返る
- 『夏の甲子園08～12・不滅の名勝負』2013年の95回記念大会時に製作した続編の第2弾。2008年・第90回記念大会から2012年・第94回大会までを収録
- 『'06夏の甲子園～早稲田実業初優勝』2006年の第88回大会、早稲田実業優勝までの記録を朝日放送の中継映像でつづる
- 『熱闘甲子園』 2007年から毎年制作。同番組で放送された全試合のダイジェスト、企画コーナーを全て収録した各年度2枚組みDVD
- 『熱闘甲子園最強伝説』 2009年より発売。1981年（第63回）の第1回放送からの過去の名勝負を年代別に収録。
  - VOL1「やまびこ打線から最強コンビへ」 池田高校、PL学園など、強豪チーム黄金時代だった1981年-1985年の大会を取り上げた
  - VOL2「奇跡のバックホームから平成の怪物へ」 1996年の松山商業高等学校を優勝に導いた「奇跡のバックホーム」や1998年の横浜高等学校・松坂大輔投手の好投などに注目した作品
  - VOL3「『北の王者』誕生、そして『ハンカチ世代』へ」 東北高等学校・ダルビッシュ有、駒澤大学附属苫小牧高等学校・田中将大を初めとした北海道・東北地方勢の活躍、更に2006年の決勝戦・駒大苫小牧対早稲田大学（田中vs斎藤佑樹）の再試合の死闘などを描いた作品
  - VOL4「『平成のスラッガー』その原点、そして台頭する新勢力～」　松井秀喜（星稜高等学校）が一躍人気を集め「高校球界のゴジラ」と呼ばれるようになった世代を中心に1989年から1992年の試合映像を紹介した作品。松井の5連続敬遠四球についても触れている
  - VOL5「－史上最強メンバーの全国制覇－」全国屈指の強豪校といわれる天理高校の初優勝（1986年）、PL学園の春夏連覇（1987年）、広島商業の15年ぶりの優勝（1988年）の3大会に焦点を当てて、強豪校の戦いぶりを振り返る。
  - VOL6「 怪物次世代「大旗へ導いた名将たち」」松坂大輔ら、いわゆる「松坂世代」が卒業した1999年から2002年の4大会をまとめて収録。
  - 特別編『熱闘甲子園最強伝説スペシャルセレクション－熱闘甲子園が描いた“あの夏”の記憶－』2015年は高校野球が中等学校野球として発足して100年の記念の年となった。この100年の大会の中で、特に社会現象となった1985年・KKコンビが活躍したPL学園、1998年・横浜高校の松坂大輔投手、2006年の史上2度目の決勝再試合を制した駒大苫小牧の試合を中心として厳選した特別エディション。
- 『夏の甲子園20○○（西暦）』2012年の第94回大会から、全試合を朝日放送テレビ製作の中継映像・音源をそのままにそれぞれ1試合ずつの完全ノーカット版で収録したDVDソフト。試合の公式映像だけでなく、出場校の地方大会からの勝ち上がりをまとめたダイジェストや、開会式の入場行進の模様も収録される。1試合ごとの単品発売のほか、48試合+α[注 93]の完全パッケージセットもある（なお勝利校校歌演奏は著作権管理の関係で未収録）また2014年の大会前から、2006-10年の大会の決勝戦と2011年大会全試合、および2014年石川大会全試合（いずれもノーカット版。石川大会のものは北陸朝日放送製作の映像だが、実況は入らない）も新発売されている。（基本的に、その年度の大会に出場した生徒全員が卒業した段階で「アーカイブ版」として発売され、1枚当たりの定価も通常版より高くなる）

## 実況・解説

### 男性実況・インタビュー担当アナウンサー
直近（2024年の第106回大会）での担当者を記載（◇印の人物は2020年甲子園高校交流試合の中継でも担当）。2024年（第106回大会）以降にラジオ中継での実況を割り当てられているアナウンサーは、割り当て対象の試合で「オーディオ高校野球」ライブ配信向けの実況も任されている。

#### 朝日放送テレビ（ABC）アナウンサー
- テレビ・ラジオ中継とも担当
  - 中邨雄二◇（1987年 - 、2022年以降は嘱託扱いの「シニアアナウンサー」として担当）
    - 2021年（第103回大会期間中）の誕生日で朝日放送グループの定年（60歳）へ到達したため、朝日放送テレビのアナウンサーとしては同年まで担当。同年の開会式ではラジオ中継の実況を担当した。
    - 2022年3月31日の定年退職を経て、4月1日から「シニアアナウンサー」としてプロ野球中継の実況・ベンチリポートをテレビ・ラジオとも継続。同年以降の高校野球中継でも、テレビ・ラジオを通じて実況を担当している。

  - 伊藤史隆◇（1987年 - 2011年・2015年 - 、2023年以降は嘱託扱いの「シニアアナウンサー」として担当）
    - 2012年 - 2014年は、朝日放送（当時）テレビで平日の夕方に放送されるローカル報道・情報番組『キャスト』の初代メインキャスターを務めていたため担当しなかった。
    - 2022年大会後の誕生日で朝日放送グループの定年（60歳）へ到達することに伴って、朝日放送テレビのアナウンサーとしては同年まで担当。この大会では、開会式のラジオ中継で実況したほか、決勝の終了後に活躍選手への代表インタビューを担当した。
    - 2023年3月31日の定年退職を経て、4月1日から「シニアアナウンサー」へ移行するかたわら、落語への造詣の深さを買われて同日付で神戸新開地・喜楽館（上方落語の定席の1つ）の支配人に就任。1ヶ月につき10日程度を支配人としての職務に充てているが、同期（1985年）入社の中邨と同様に、プロ野球・高校野球中継への出演も続けている。

  - 小縣裕介◇（1995年 - 2009年・2012年 - ）
    - 2010年・2011年は、『NEWSゆう+』（『キャスト』の前身番組）のメインキャスターを務めていたため担当せず。2019年には、当時同僚だったヒロド歩美（2023年4月1日付でフリーアナウンサーに転身）と共に、開会式テレビ中継の実況を担当した。2021年には、決勝のラジオ中継を実況。その一方で、2022年3月28日からは、スポーツアナウンサーとしての活動と並行しながら月 - 木曜日の早朝に『おはようパーソナリティ小縣裕介です』（朝日放送ラジオの生ワイド番組）を通年で担当している。
    - 選手権の本大会中継では、実況を担当する試合を、2022年の第104回大会からテレビ・ラジオとも準々決勝までにとどめている。同年と2023年の本大会期間中は、本大会中継への出演を優先すべく、『おはようパーソナリティ』を休演していた。2024年以降は、本大会の期間中にも、祝日（山の日か振替休日）を除く月 - 木曜日に『おはようパーソナリティ』へ出演。準々決勝までは、同番組の本番後に午後帯（第3試合以降）の中継で実況することも相次いでいる。

  - 山下剛◇（2003年 - ）
    - 2008年は北京オリンピックの取材に派遣されたため担当せず。2021年には、男子・女子選手権大会を通じて、決勝の中継で優勝チームの選手インタビューを担当した。
    - 決勝戦のテレビ中継では、2022年に本大会、2023年に女子の選手権大会で実況を担当。

  - 高野純一◇（2007年 - ）
    - 2016年から2018年までは、当時の同僚だったヒロドと共に、開会式のテレビ中継で実況を担当した。決勝戦では、2021年・2023年・2024年にテレビ、2022年にラジオで実況を担当。

  - 北條瑛祐◇（2015年 - ）
    - 2015年は、甲子園スタジオのキャスターを務めながら、ラジオ中継で実況。2016年からテレビの実況も担当。開会式では、2018年はBS朝日向けの中継、2022年から地上波テレビ・BS朝日4K共通の中継で実況を担当している。2021年・2022年は、朝日放送テレビのアナウンサーから初めて、女子選手権大会決勝の中継で実況を担当。本大会の決勝についても、2023年からラジオ中継で実況を任されている。

  - 福井治人◇（2016年 - ）
    - 2016年は、「ねったまアルプス」のリポーターを務めながら、ラジオでも実況。2017年からテレビの実況も担当していて[注 94]、2023年にはラジオ中継、2024年にはテレビ中継で開会式を初めて実況している。

  - 佐藤修平◇（2019年 - 2021年・2024年 - ）
    - 2018年の入社で、本大会では2019年のラジオ中継で実況デビュー。2020年の交流試合からテレビ中継での実況も始めていたが、事情は不明ながら、2022年の途中から2023年までスポーツの担当を離脱していた。
    - 2024年からプロ野球中継の担当に復帰。本大会でも、「オーディオ高校野球」で最初に配信された開会式のラジオ中継から実況を再開している。

  - 大野雄一郎◇（2022年 - 2024年）
    - 選手権大会が中止されていた2020年の入社で、同年の交流試合中継では活躍選手へのインタビューを担当。2022年には、本大会と阪神戦（いずれもラジオ中継）での実況デビューより先に、女子選手権大会決勝の中継で優勝校（横浜隼人高校）の監督・主将・活躍選手に対するインタビュアーを担当した。2023年からはテレビ中継でも実況を担当していたが、2024年の第106回大会の翌月（9月30日）に朝日放送テレビを退社。

  - 平野康太郎（2023年 - ）
    - 2022年の入社。2023年のラジオ中継でスポーツ中継の実況デビューを果たしたほか、3回戦まで選手インタビュー、準々決勝と準決勝のテレビ中継で「ねったまアルプス」のリポートを担当した。2024年にも、ラジオ中継の実況と「ねったまアルプス」のリポートを兼務。

福井・北條は、朝日放送テレビの『おはよう朝日です』（関西ローカル向けの生放送番組）に通年で出演（北條は平日の一部曜日・福井は土曜日）。2023年7月から平日が祝日（本大会の期間中は山の日）と重なる場合に放送されている「祝日版」（通称『おは祝』）でも、第1部（5時台）のMCと第2部（6・7時台）のコーナー進行を担当している（北條は月曜日・福井は火 - 金曜日が祝日の場合に出演）。本大会の期間中は、8月11日（山の日）が平日の場合と、翌12日が月曜日で山の日の振替休日にも当たる場合に『おは祝』が組まれているため、以下のように対応している。
2023年8月11日（金曜日＝山の日）：福井は『おは祝』へ出演せず、本大会の中継も担当しなかった。
2024年8月12日（月曜日＝山の日の振替休日）：福井が『おは祝』へ出演。北條は、第3試合のテレビ中継で実況を担当した。
2021年10月から2024年9月までは、中堅・若手クラスのアナウンサーの一部が、平日の深夜に朝日放送ラジオで『ABCミュージックパラダイス』（生放送の音楽番組）のパーソナリティを担当。2023年9月までは福井が通年で月曜日・北條が火曜日に出演していたが、高校野球中継での担当を優先すべく休演するパターンと、中継との掛け持ちで出演するパターンが2人とも混在していた。2023年10月からは平野が火曜日のパーソナリティを担当していて、2024年の第104回大会期間中も出演していたが、大会終了の翌月（同年9月）に番組自体が終了。

#### テレビ朝日系列各局からの派遣アナウンサー

##### テレビ朝日（EX）
2005年から、テレビ中継限定で実況を担当。新型コロナウイルス感染症流行や東京2020オリンピック（実際には2021年の男子選手権本大会直前に開催）などの影響で、2020年（甲子園交流試合）と2021年の中継には派遣を見合わせていた。
- 清水俊輔（2007年 - 2019年、2022年 - ）
- 草薙和輝（2024年 - ）

テレビ朝日では2024年に、第106回大会の序盤（8月11日）まで開催されたパリオリンピック向けのジャパンコンソーシアムへ三上と清水を派遣していた。第106回大会のテレビ中継では、草薙が序盤（1回戦）、三上と清水がオリンピックの閉幕後（2回戦の途中）から実況を担当。三上は、実況と並行しながら『熱闘甲子園』向けのナレーションを再開していたが、第106回大会の翌々月（10月5日）に急逝した。

##### 備考
プロ野球中継の実績がある系列局からは、ラジオとの兼営局である九州朝日放送（KBC）が、2012年から2019年までテレビ・ラジオ中継兼任の実況要員を派遣。テレビ単営局では、北海道テレビ放送（HTB）のスポーツアナウンサーが、2016年 - 2019年と2021年 - 2023年にテレビ中継専任で実況陣に加わっていた。両局とも基本として1名ずつ派遣していて、派遣アナウンサーが実況や活躍選手へのインタビューを担当する中継では所属局を明示。その一方で、両局ともアナウンサーの派遣期間を本大会の序盤（第1日から2回戦の途中まで）に限っていたほか、派遣の対象者も時期によって異なっていた。
- 中山貴雄（2005年 - 2006年、2009年 - 2011年）当時テレビ朝日アナウンサー
- 大西洋平（2012年 - 2014年、2017年 - 2019年、2022年 - 2023年）テレビ朝日アナウンサー
- 三上大樹（2015年、2017年 - 2019年、2022年 - 2024年）当時テレビ朝日アナウンサー
  - 2014年には、『熱闘甲子園』のサブキャスターとナレーターに専念。テレビ中継の実況要員として派遣された2015年・2017年・2018年・2022年・2023年にも、野球実況を担当していない藤崎健一郎[注 95]（朝日放送→朝日放送テレビのアナウンサー）と共に、同番組のナレーターを務めていた。
- 沖繁義（2012年 - 2013年、2015年、2018年 - 2019年）九州朝日放送アナウンサー
- 近藤鉄太郎（2014年）九州朝日放送アナウンサー
- 小林徹夫（2016年 - 2018年）九州朝日放送アナウンサー
- 谷口直樹（2016年 - 2017年）当時北海道テレビアナウンサー
- 五十幡裕介（2018年 - 2019年、2021年 - 2023年）北海道テレビアナウンサー
  - 朝日放送テレビ・テレビ朝日以外の系列局の「ねったまアルプス」リポーター経験者から初めての起用[34]。2019年までは2回戦の途中から、2021年以降は、1回戦・2回戦の一部の中継で実況している。

NPBに加盟する球団の本拠地が放送対象地域内に所在する系列局には、東日本放送（KHB）・名古屋テレビ放送（NBN／メ～テレ）・広島ホームテレビ（HOME）といったテレビ単営局も該当。いずれの局も、スポーツアナウンサーの配置を最小限にとどめ、かつスポーツ以外の番組も多く担当していることなどから、本大会への中継には実況要員の派遣を見合わせている。

#### フリーアナウンサー
- 寺田健人（2022年 - ）朝日放送グループのベスティに所属
  - 大分朝日放送のアナウンサー時代に選手権大分大会のテレビ中継で実況を経験していたが、2021年の大会前月（7月）に退社した後に、翌8月の本大会ラジオ中継で活躍選手へのインタビューを担当。本大会では、2022年からラジオ中継、2023年からテレビ中継の実況を任されている。
  - 朝日放送ラジオ制作のプロ野球中継でも、2022年からオリックス主催試合中継の実況を、ビジター地元局への裏送り分を中心に担当。2023年大会の担当（準々決勝のラジオ実況）終了後からは、阪神戦でラジオ中継の実況やテレビ中継のベンチリポートも始めている。2024年には、阪神戦や女子選手権大会の決勝でも、テレビ中継の実況を担当。
  - 朝日放送グループの野球中継や阪神関連番組では、2023年から事実上（シニアアナウンサーを含む）朝日放送テレビ（ABC）の社員アナウンサーと同じ扱いを受けている。実際には朝日放送テレビに勤務していないため、野球中継ではテレビ・ラジオとも「ABCアナウンサー」という肩書を名乗っていないが、テレビの高校野球中継で実況を担当する場合の紹介字幕にはベスティの社名ロゴ（Bestee）がABCロゴの代わりに添えられている。

2019年と2021年には、 朝日放送OBの楠淳生がラジオ中継限定で実況を担当していた。楠は、朝日放送アナウンサー時代の2017年までテレビ中継の実況を兼務した後に、2018年3月の定年退職を経てオフィスキイワードへ所属。高校野球では2022年以降も、出身地の和歌山県で開催される和歌山大会において、テレビ和歌山制作の中継で実況を続けている。
（旧）朝日放送のOBでは、1992年9月に定年で退職した植草貞夫（楠の先輩）も、1993年から1998年までテレビ・ラジオを通じて実況を続けてきた。定年を機に同局との間で専属キャスターとしての契約を結んでいたことによるもので、専属契約のないフリーアナウンサーからの起用は楠が初めてである。

### 女性実況アナウンサー
1995年度の第77回大会で、関根友実（現在はフリー）が大会史上初めて女性のテレビ実況中継アナウンスを担当した。その後1998年に赤江珠緒（現在はフリー）がラジオ実況を担当した。
かつて、「関根、赤江に続く」として3人目の女性実況中継アナウンスの有力候補とされていたのが武田和歌子（2003・2004両年に「高校野球LoveLove委員長」等を務めている）だったが、関根・赤江両人のアナウンスが話題性十分も実況そのものの評価が分かれたこともあって、今のところ3人目の女性実況中継が行われる気配はない。ただし、武田は2005年に開会式のテレビ中継で実況。2016年から2019年までは、ヒロド歩美が、男性のスポーツアナウンサー（高野純一→小縣裕介）と共に開会式テレビ中継の実況を担当していた。
ちなみにNHKでは、有働由美子（現在はフリー）や藤井彩子がラジオの本大会中継で実況を担当。2018年の第100回大会からは、澤田彩香が、本大会の全国向けラジオ中継で一部の試合を実況している。藤井や澤田以外の女性アナウンサーも、若干名（小野文恵や現在フリーの草野満代など）が、地方局への赴任中に当該地方の大会中継で実況を経験している。朝日放送の系列局では、全国大会中継でふるさと応援実況を実施している北海道テレビ（HTB）や、山口朝日放送（yab）など地区大会の中継で実況を行っていた。

### 解説者
テレビ・ラジオ中継とも、2024年現在は地方大会で敗退した有力校の監督経験者や、高校野球関連のOB・OGなどを解説者として迎える。解説者については高校野球解説者一覧を参照。NHKの中継では登場しない年がある（2013年は朝日放送と重複しない範囲で数名出演）現役の監督も、例年数名起用している。原則として1試合につき1名を登場させているが、決勝戦のみ2名が出演。また、実況アナウンサーと同じく、1名の解説者が同じ日にテレビ・ラジオ中継の解説を掛け持ちすることもある。
1970年代には、朝日新聞の高校野球担当記者も解説者として出演したことがあった。
放送上は、「試合へ臨んでいる選手の技術や監督の采配にとどまらず、選手の精神状況についても、自身の選手・指導経験を基に語っていただく」とのニュアンスを込めて、上記の解説者を「ゲスト」と総称。実況アナウンサーが解説者を紹介する場合には、「お話は～」「○○さんのお話で～」「お客様は～」という表現を多用する。ちなみに、朝日放送テレビのスポーツアナウンサーは、プロ野球などのスポーツ中継でも上記の表現を使うことがある。

#### 甲子園スタジオキャスター（2003 - 2018年）
いずれも出演時点で朝日放送（2018年4月以降は朝日放送テレビ）のアナウンサー（◎は同年の第100回大会時点での現役アナウンサー）。『速報!甲子園への道』や当中継の「SUNSUNリポート」→「燃えろ!ねったまアルプス」でリポートを経験したアナウンサーが、代々担当していた。
- 武田和歌子◎（2003 - 2005年）
- 羽谷直子（2006・2007年）
- 堀友理子（2008 - 2010年）
- 桂紗綾◎（2008・2009・2016年 - 2018年）
- 乾麻梨子◎（2010年）
- 塚本麻里衣◎（2010・2011年）
- 八塚彩美◎（2010年 - 2012年・2017年・2018年）
- 角野友紀（2010年 - 2014年）
- 斎藤真美◎（2013・2014・2016・2018年）
- ヒロド歩美◎（2015年）※入社1年目の2014年から、『速報!甲子園への道』全国ネットパートのキャスターを担当。2016年以降は、大会期間中に『熱闘甲子園』のキャスターを務める関係で、甲子園スタジオの担当から外れている。
- 北條瑛祐◎（2015年）※実況・インタビュー担当と兼務
- 横山太一◎（2016年 - 2018年）※2011年には、スポーツアナウンサーとして、ラジオ中継の実況・インタビュアーを担当。
- 大野聡美（2017年)
- 川添佳穂◎（2017年)
- 喜多ゆかり◎（2018年)

放送日や放送時間によっては、「熱血!高校野球ナビゲーター」、直前のテレビ中継で「燃えろ!ねったまアルプス」のリポートを担当したアナウンサー、朝日放送の野球解説者などを迎えて進行することがあった。
2019年の「インターバルゾーン」撤廃に伴って、スタジオキャスター職も廃止。同年には、「インターバルゾーン」に編成された『青空ふたたび』の放送前に、ヒロドが「ナビゲーター」という肩書で甲子園球場の放送席からあらすじを紹介していた。大会が再開された2021年以降の中継では、直近の試合を実況していたアナウンサーが放送席からミニドラマ（『青空ふたたび』の後継作品）を手短に案内することで、当該試合の関西ローカル向け中継を締めくくっている。
なお、朝日放送テレビが制作した2020年甲子園高校野球交流試合の地上波（関西ローカル）向け中継でも、「インターバルゾーン」を一部の中継日に設定。『2020高校野球　僕らの夏』（関西ローカル向けの交流試合ダイジェスト番組）のキャスター
だったヒロドが単独で進行した。新型コロナウイルスへの感染が拡大している状況で全試合を無観客で開催していたため、「インターバルゾーン」では甲子園スタジオを使用せず、甲子園球場バックネット裏通路からの生中継に充てた。